# Đài Bắc
Đài Bắc (tiếng Trung: 臺北市; bính âm: Táiběi Shì, Hán Việt: Đài Bắc thị; đọc theo IPA: tʰǎipèi trong tiếng Phổ thông) là thủ đô của Trung Hoa Dân Quốc (Đài Loan) và là thành phố trung tâm của một vùng đô thị lớn nhất tại Đài Loan, một trong sáu thành phố trực thuộc Trung ương của Đài Loan. Đài Bắc nằm ở đầu phía bắc của đảo chính và nằm bên sông Đạm Thủy, cách thành phố cảng Thái Bình Dương Cơ Long 25 km về phía đông bắc. Một thành phố ven biển khác, mà nay trở thành một quận của Tân Bắc là Đạm Thủy, nơi này cách Đài Bắc 20 km về phía tây bắc và nằm ở cửa con sông cùng tên thuộc eo biển Đài Loan. Đài Bắc nằm trên hai thung lũng tương đối hẹp tạo bởi sông Cơ Long (基隆河) và sông Tân Điếm (新店溪), hai sông hợp lưu tạo thành sông Đạm Thủy và chảy dọc theo ranh giới phía tây của thành phố.
Dân số Đài Bắc ước tính là 2.618.772 người. Đài Bắc, Tân Bắc, và Cơ Long tạo thành vùng đô thị Đài Bắc với dân số lên tới 7.047.559 người và là vùng đô thị đông dân thứ 40 trên thế giới. Tuy nhiên, ba đơn vị này được quản lý bởi ba chính quyền địa phương khác nhau. "Đài Bắc" thỉnh thoảng được dùng để đề cập tới toàn bộ vùng đô thị, còn "thành phố Đài Bắc" sẽ chỉ dùng để đề cập tới thành phố. Thành phố Đài Bắc được Tân Bắc bao quanh tất cả các phía.
Đài Bắc là trung tâm chính trị, kinh tế, văn hóa của Đài Loan và một trong những trung tâm lớn ở khu vực Đông Á. Đại học Quốc lập Đài Loan nằm tại Đài Bắc, cũng như Bảo tàng Cố cung Quốc lập, vốn là nơi có một trong những bộ sưu tập cổ vật và thư họa Trung Hoa lớn nhất trên thế giới. Đài Bắc được coi là một thành phố toàn cầu, và là một phần của một vùng kỹ nghệ chính. Tàu hỏa, tàu cao tốc, quốc lộ, sân bay và các tuyến xe khách kết nối Đài Bắc với tất cả các nơi khác trên toàn lãnh thổ Đài Loan. Nhu cầu hàng không của thành phố được đáp ứng bới hai sân bay - Sân bay Tùng Sơn và Sân bay Đào Viên. Đài Bắc là nơi có nhiều địa danh kiến trúc hoặc văn hóa nổi tiếng thế giới, bao gồm Đài Bắc 101, Đài tưởng niệm Tưởng Giới Thạch, Đền Dalongdong Baoan, Hình Thiên Cung, chùa Long Sơn, Bảo tàng Cung điện Quốc gia, dinh Tổng thống, Nhà khách Đài Bắc, Ximending, và một số chợ đêm phân tán khắp thành phố. Các địa danh thiên nhiên như Maokong, Yangmingshan và suối nước nóng cũng rất nổi tiếng đối với du khách quốc tế.
Trong các báo cáo tin tức bằng tiếng Anh, cái tên "Đài Bắc" thường phục vụ như một từ đồng nghĩa với chính phủ quốc gia của Đài Loan. Do tình trạng chính trị mơ hồ của Đài Loan trên phạm vi quốc tế, thuật ngữ Đài Bắc Trung Hoa đôi khi cũng được sử dụng như một từ đồng nghĩa với cả nước, khi đại diện chính phủ Đài Loan tham gia các tổ chức quốc tế hoặc vận động viên Đài Loan tham gia các sự kiện thể thao quốc tế.

## La tinh hóa
Ngoài tiếng Trung và các ngôn ngữ thuộc ảnh hưởng của Văn hóa Trung Quốc thì tên gọi Đài Bắc được viết trong các ngôn ngữ là "Taipei" theo phương pháp la tinh hóa của Wade-Giles T'ai-pei. Theo hệ thống Bính âm Hán ngữ chính thức, được sử dụng để la tinh hóa tất cả các biển báo giao thông tại Đài Bắc, và hệ thống Bính âm thông dụng chính thức trước đây, tên của thành phố được latinh hóa thành Táiběi. Tuy nhiên, xét theo tính quen thuộc của cách viết "Taipei" đã có từ trước nên chính quyền Đài Loan đã giữ lại tên gọi này như là một trường hợp ngoại lệ.

## Lịch sử

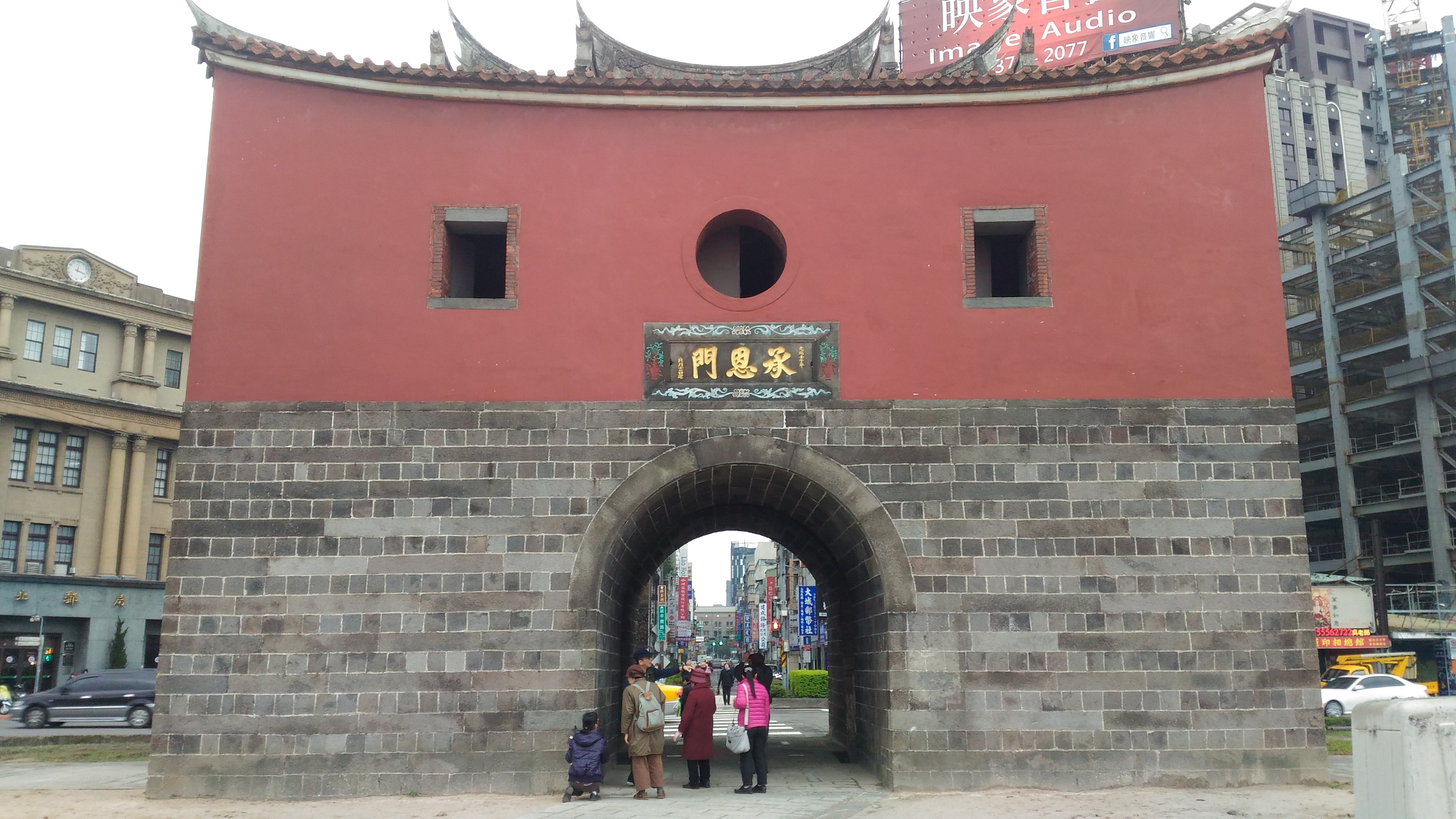
Cổng Bắc cũ của Đài Bắc hoàn thành vào năm 1884.

Trước khi dòng người Hán nhập cư đáng kể, khu vực lưu vực Đài Bắc chủ yếu là nơi sinh sống của thổ dân Ketagalan. Số lượng người Hán nhập cư tăng dần vào đầu thế kỷ 18 dưới thời nhà Thanh sau khi triều đình bắt đầu cho phép phát triển khu vực. Năm 1875, phần phía bắc của hòn đảo được sáp nhập vào tỉnh Taipeh mới.
Nhà Thanh của Trung Quốc đã biến Taipeh-fu trở thành thủ phủ lâm thời của hòn đảo vào năm 1887 khi được tuyên bố là một tỉnh (tỉnh Phúc Kiến-Đài Loan). Taipeh chính thức trở thành thủ phủ của tỉnh vào năm 1894.
Nhật Bản chiếm đóng Đài Loan vào năm 1895 theo Hiệp ước Shimonoseki sau Chiến tranh Thanh-Nhật lần thứ nhất. Đài Loan trở thành thuộc địa của đế quốc Nhật Bản với Taihoku (trước đây là Taipeh-fu) vẫn là thủ phủ của nó. Thành phố được quản lý dưới tỉnh Taihoku. Các nhà cai trị người Nhật ở Đài Loan đã bắt tay vào một chương trình quy hoạch đô thị tiên tiến với các tuyến đường sắt rộng lớn. Một số địa danh của Đài Bắc và các tổ chức văn hóa có từ thời kỳ này.
Sau khi Nhật Bản đầu hàng Hoa Kỳ năm 1945, quyền kiểm soát Đài Loan đã được trao cho Trung Hoa Dân Quốc (Trung Hoa Dân Quốc). Sau khi mất Trung Quốc đại lục vào tay Đảng Cộng sản Trung Quốc trong Nội chiến Trung Quốc, các nhà cầm quyền của Quốc dân Đảng đã di dời Chính phủ Trung Hoa Dân Quốc tới Đài Loan và tuyên bố Đài Bắc là thủ đô lâm thời của Trung Hoa Dân Quốc vào tháng 12 năm 1949. Giới cầm quyền Quốc dân Đảng của Đài Loan coi thành phố này là thủ phủ của Tỉnh Đài Loan (Trung Hoa Dân Quốc) và sự kiểm soát của họ theo lệnh của Tổng lệnh số 1.
Năm 1990, Đài Bắc chứng kiến cuộc biểu tình của sinh viên Wild Lily, sự kiện đã chuyển xã hội Đài Loan từ chế độ độc đảng sang chế độ dân chủ đa đảng vào năm 1996. Thành phố này đã từng là trụ sở của chính phủ quốc gia được bầu cử dân chủ của Đài Loan.

### Ban đầu
Khu vực mà nay là bồn địa Đài Bắc trước thế kỷ XVIII từng là nơi cư trú của các bộ tộc người Ketagalan. Người Hán chủ yếu đến từ Phúc Kiến bắt đầu định cư tại bồn địa Đài Bắc vào năm 1709.
Vào cuối thế kỷ XIX, khu vực Đài Bắc là nơi định cư chủ yếu của người Hán ở miền bắc Đài Loan và trở thành một thương cảng giao thương với hải ngoại. Đạm Thủy, nơi mà nay cách Đài Bắc khoảng 20 km về phía tây bắc đã được hưởng lợi nhiều từ việc bùng nổ thương mại quốc tế, đặc biệt là xuất khẩu chè. Năm 1875, phần phía bắc của Đài Loan được tách ra khỏi phủ Đài Loan (tiếng Trung: 臺灣府) và hợp nhất thành phủ Đài Bắc mới của chính quyền nhà Thanh. Được thành lập bên cạnh các thị trấn hưng thịnh là Vạn Hoa, Đại Long Động, và Đại Đạo Trình, phủ lị mới được gọi là Thành Nội (tiếng Trung: 城內), và tri phủ được xây dựng nên. Từ năm 1875 (dưới triều nhà Thanh) cho đến khi người Nhật kiểm soát vào năm 1895, Đài Bắc là một phần của huyện Đạm Thủy của phủ Đài Bắc và là phủ lị.
Năm 1885, khi Đài Loan được tuyên bố là một tỉnh, thành Đài Bắc trở thành tỉnh lị. Đài Bắc duy trì vị thế là tỉnh lị tạm thời trước khi được chính thức hóa vào năm 1894. Tất cả dấu tích còn lại từ thành phố từ thời nhà Thanh là Bắc Môn. Tây Môn và tòa thành đã bị người Nhật phá hủy trong khi Nam Môn, Tiểu Nam Môn và Đông Môn đã bị thay đổi rất nhiều trong thời kỳ Quốc Dân đảng và mất đi nhiều đặc điểm ban đầu.

### Đài Loan thuộc Nhật

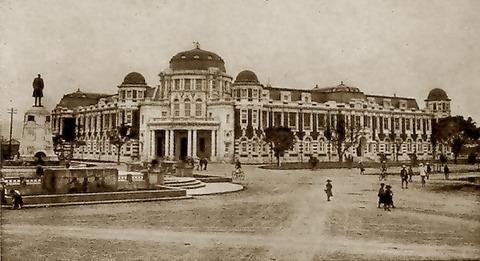
Tòa nhà chính quyền tỉnh Taihoku vào những năm 1910 (nay là tòa nhà giám sát viện Trung Hoa Dân Quốc)..

Sau khi thất bại trong chiến tranh Thanh-Nhật, Trung Quốc đã nhượng Đài Loan cho Đế quốc Nhật Bản vào năm 1895 như một phần của Hiệp ước Shimonoseki. Sau khi Nhật Bản nắm quyền kiểm soát, Đài Bắc được gọi là Taihoku (Đài Bắc châu) trong tiếng Nhật, và thành phố vẫn duy trì là thủ phủ và nổi bật như một trung tâm chính trị của Chính quyền Thực dân Nhật Bản. Trong thời kỳ này, thành phố được xây dựng với các đặc điểm của một trung tâm hành chính, bao gồm nhiều tòa nhà công và các nhà cửa theo phong cách Nhật Bản. Nhiều kiến trúc của Đài Bắc ngày nay được xây dựng từ thời Đài Loan dưới sự cai trị của Nhật Bản, như phủ Tổng thống vốn là Văn phòng Tổng đốc Đài Loan.
Trong thời kỳ Nhật Bản cai trị, Taihoku được hợp nhất vào năm 1920 như là một phần của huyện Taihoku (台北縣, Đài Bắc huyện). Bao gồm Vạn Hoa, Đại Long Đông, và Thành Nội cùng một số khu định cư khác. Làng phía đông Matsuyama (松山區) được sáp nhập vào thành phố Taihoku năm 1938. Cùng với thất bại của Nhật Bản trong Chiến tranh Thái Bình Dương và sau đó là đầu hàng vào tháng 8 năm 1945, Quốc Dân đảng đã thu hồi chủ quyền Đài Loan. Sau đó, một văn phòng lâm thời của Thống đốc tỉnh Đài Loan đã được lập tại Đài Bắc.

### Thời kỳ Trung Hoa Dân Quốc

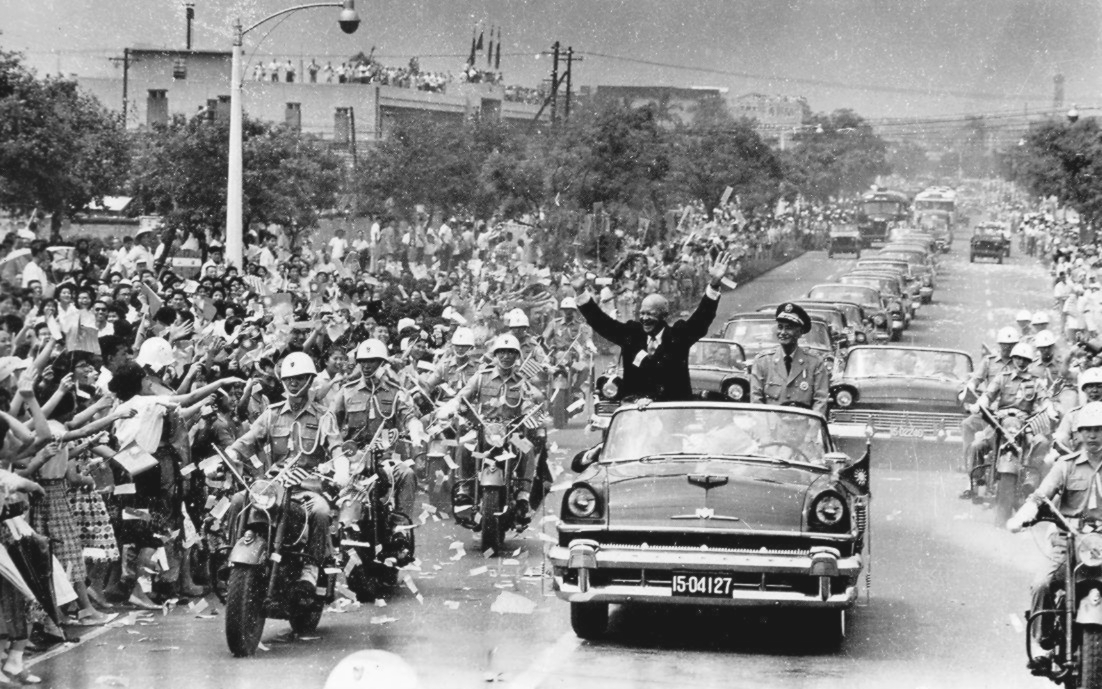
Đi cùng tổng thống Tưởng Giới Thạch, Tổng thống Hoa Kỳ Dwight D. Eisenhower vẫy tay chào đám đông trong chuyến thăm Đài Bắc vào tháng 6 năm 1960..

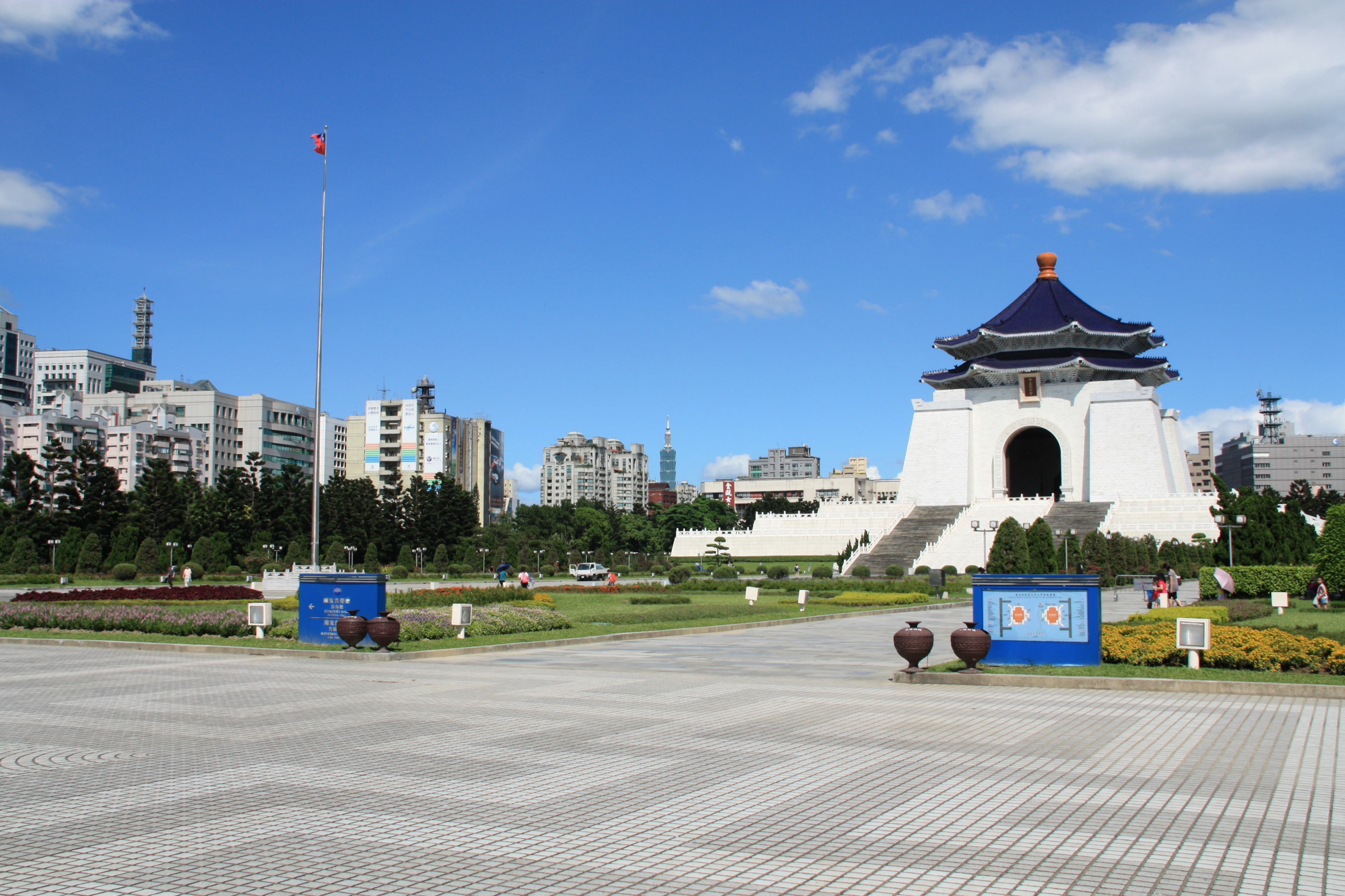
Nhà tưởng niệm Quốc gia Tưởng Giới Thạch ở Quảng trường Tự do của Đài Bắc, nơi diễn ra các cuộc biểu tình dân chủ đại chúng vào những năm 1980 và đầu những năm 1990 dẫn đến việc Đài Loan chuyển sang chế độ dân chủ đa đảng..

Ngày 7 tháng 12 năm 1949, chính quyền Quốc Dân Đảng dưới sự chỉ đạo của Tưởng Giới Thạch, đã tuyên bố Đài Bắc là thủ đô lâm thời của Trung Hoa Dân Quốc sau khi chính thể này phải rời bỏ Trung Quốc đại lục trong Nội chiến Trung Quốc, và thủ đô chính thức vẫn được tuyên bố là Nam Kinh.
Đài Bắc được mở rộng trên thực tế trong các thập kỷ sau năm 1949, và được Hành chính viện chính thức thông qua vào ngày 30 tháng 12 năm 1966, Đài Bắc được tuyên bố là một thành phố trực thuộc trung ương đặc biệt từ ngày 1 tháng 7 năm 1967 và có vị trí hành chính ngang với tỉnh. Trong các năm sau, thành phố Đài Bắc tiếp tục mở rộng với việc sáp nhập Sỹ Lâm, Bắc Đầu, Nội Hồ, Nam Cảng, Cảnh Mỹ, và Mộc Sách. Vào lúc này, tổng diện tích thành phố đã tăng lên gấp bốn lần và dân số tăng lên 1,56 triệu người.
Dân số thành phố đạt tới một triệu vào đầu thập kỷ 1960, và tăng nhanh chóng sau năm 1967, vượt qua mốc 2 triệu vào giữa thập kỷ 1970. Mặc dù vậy dân số tại thành phố đần dần tăng chậm lại sau đó — dân số thành phố tương đối ổn định từ giữa thập kỷ 1990 và Đài Bắc vẫn duy trì là một trong những vùng đô thị đông dân nhất thế giới, và dân số tiếp tục tăng tại các khu vực xung quanh thành phố, đặc biệt là dọc theo hành lang giữa Đài Bắc và Cơ Long.
Năm 1990, 16 quận của thành phố Đài Bắc được tổ chức lại thành 12 quận như ngày nay. Các cuộc biểu tình dân chủ hàng loạt năm đó tại quảng trường xung quanh Đài tưởng niệm Tưởng Giới Thạch đã dẫn đến một sự chuyển tiếp trên toàn đảo sang nền dân chủ đa đảng, nơi các nhà lập pháp được lựa chọn thông qua các cuộc bầu cử phổ biến theo lịch trình thường xuyên, trong nhiệm kỳ tổng thống của Lý Đăng Huy.

## Địa lý
Thành phố Đài Bắc nằm trên một khu vực được gọi là Bồn địa Đài Bắc ở bắc Đài Loan. Thành phố giáp với sông Tân Điếm ở phía nam và sông Đạm Thủy ở phía tây. Địa hình nói chung thấp tại các khu vực trung tâm ở phía tây và dốc dần lên các vùng phía nam, đông và đặc biệt là phía bắc, đỉnh cao nhất có cao độ 1.120 mét (3.675 ft) tại Thất Tinh Sơn (七星山), ngọn núi lửa đã tắt cao nhất tại Đài Loan nằm ở Công viên Quốc gia Dương Minh Sơn. Quận miền bắc Sỹ Lâm và Bắc Đầu mở rộng về phía bắc của sông Cơ Long và có ranh giới là Công viên Quốc gia. Thành phố Đài Bắc có diện tích đứng thứ 16 trong số 25 huyện và thành phố tại Đài Loan.
Hai đỉnh, Thất Tinh Sơn và Núi Đại Đồn, nổi lên ở phía đông bắc của thành phố. Thất Tinh Sơn nằm trên Nhóm núi lửa Đại Đồn vốn là đỉnh núi cao nhất của bồn địa Đài Bắc, đỉnh chính trong nhóm có cao độ 1.120 mét (3.670 ft). Đỉnh chính của núi Đại Đồn cao 1.092 mét (3.583 ft). Chúng nguyên là các núi lửa và tạo thành phần phía tây của Công viên Quốc gia Dương Minh Sơn, trải dài từ núi Đại Đồn ở phía bắc tới núi Thái Công Khanh (菜公坑山). Nằm trên một nơi giống như cái võng của hai ngọn núi, khu vực cũng bao gồm vũng lầy Đại Đồn.

### Khí hậu

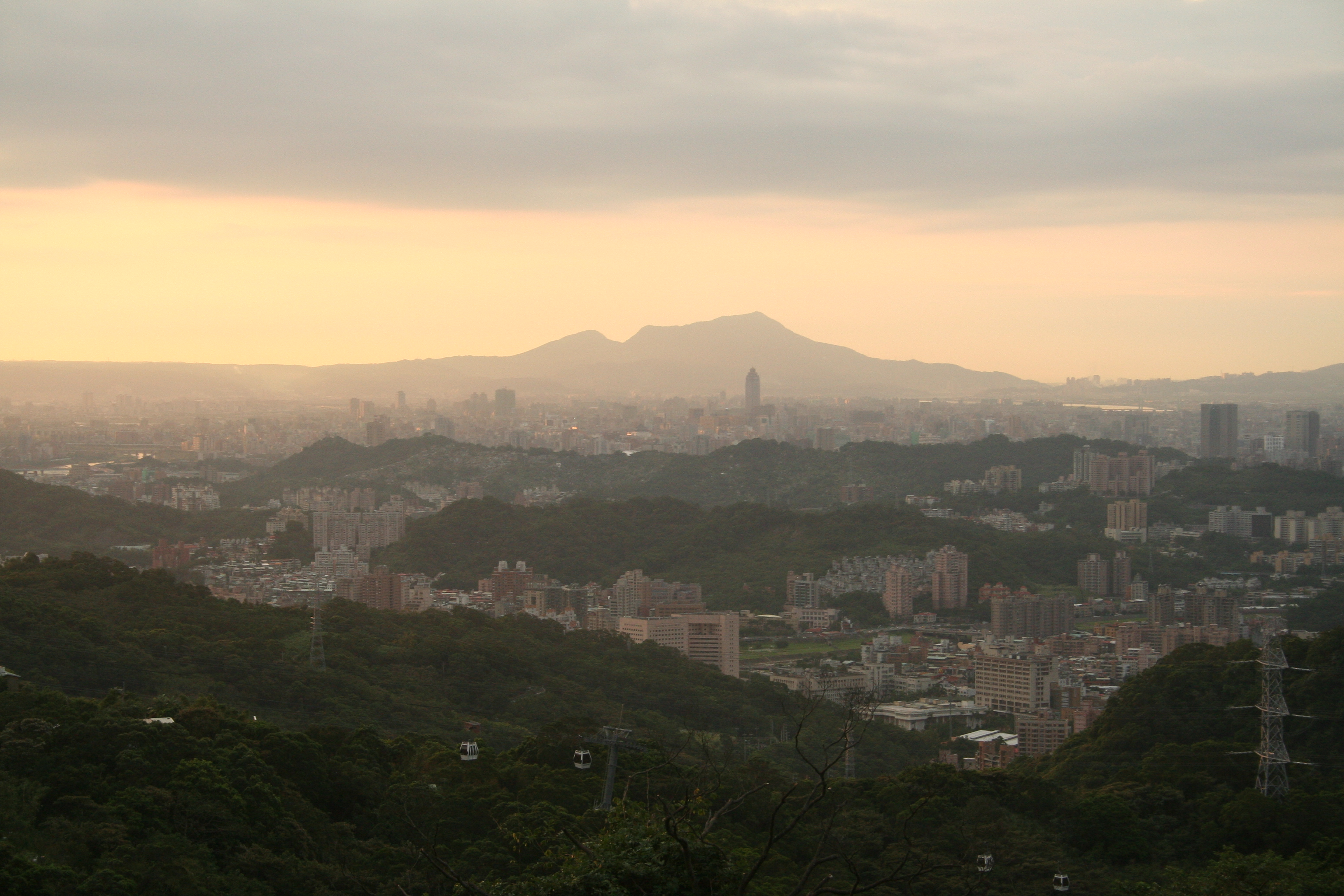
Đài Bắc nhìn từ Maokong.

Đài Bắc có khí hậu cận nhiệt đới ẩm có gió mùa (Köppen: Cfa). Mùa hè có mưa và kéo dài nhiều tháng liền, nóng và ẩm ướt, kèm theo những trận bão lớn; trong khi mùa đông thì ngắn, nhiệt độ thường ấm áp hơn nhiều so với Trung Quốc đại lục, đặc biệt khá nhiều sương mù do gió đông bắc từ áp cao Siberia đang tăng lên nhờ việc hòa quyện không khí mát mẻ này vào thời tiết lưu vực sông Đài Bắc. Cũng như phần còn lại của miền Bắc Đài Loan, nhiệt độ ban ngày ở Đài Bắc thường cao hơn 26 độ C trong một ngày mùa đông ấm áp, trong khi thời tiết có thể xuống dưới 26 độ C trong một buổi chiều mưa mùa hè. Đôi khi thời tiết lạnh lẽo hơn trong những tháng mùa đông có thể làm giảm nhiệt độ hàng ngày xuống từ 3 đến 5 độ C, mặc dù nhiệt độ hiếm khi giảm xuống dưới 10 độ C. Nhiệt độ cực đại dao động từ -0.2 °C (31.6 °F) vào ngày 13 tháng 2 năm 1901 đến 39.3 °C (102.7 °F) vào ngày 8 tháng 8 năm 2013, trong khi tuyết chưa bao giờ được ghi nhận xuất hiện trong thành phố bên cạnh những ngọn núi nằm trong giới hạn thành phố như núi Yangmingshan. Do vị trí của Đài Loan ở Thái Bình Dương, thành phố bị ảnh hưởng bởi mùa bão nhiệt đới Tây Bắc Thái Bình Dương, xảy ra giữa tháng 6 và tháng 10.
| Dữ liệu khí hậu của Đài Bắc (1981–2010)  | Dữ liệu khí hậu của Đài Bắc (1981–2010) | Dữ liệu khí hậu của Đài Bắc (1981–2010) | Dữ liệu khí hậu của Đài Bắc (1981–2010) | Dữ liệu khí hậu của Đài Bắc (1981–2010) | Dữ liệu khí hậu của Đài Bắc (1981–2010) | Dữ liệu khí hậu của Đài Bắc (1981–2010) | Dữ liệu khí hậu của Đài Bắc (1981–2010) | Dữ liệu khí hậu của Đài Bắc (1981–2010) | Dữ liệu khí hậu của Đài Bắc (1981–2010) | Dữ liệu khí hậu của Đài Bắc (1981–2010) | Dữ liệu khí hậu của Đài Bắc (1981–2010) | Dữ liệu khí hậu của Đài Bắc (1981–2010) | Dữ liệu khí hậu của Đài Bắc (1981–2010) |
| Tháng                                    | 1                                       | 2                                       | 3                                       | 4                                       | 5                                       | 6                                       | 7                                       | 8                                       | 9                                       | 10                                      | 11                                      | 12                                      | Năm                                     |
| ---------------------------------------- | --------------------------------------- | --------------------------------------- | --------------------------------------- | --------------------------------------- | --------------------------------------- | --------------------------------------- | --------------------------------------- | --------------------------------------- | --------------------------------------- | --------------------------------------- | --------------------------------------- | --------------------------------------- | --------------------------------------- |
| Trung bình ngày tối đa °C (°F)           | 19.1 (66.4)                             | 19.6 (67.3)                             | 22.1 (71.8)                             | 25.7 (78.3)                             | 29.2 (84.6)                             | 32.0 (89.6)                             | 34.3 (93.7)                             | 33.8 (92.8)                             | 31.1 (88.0)                             | 27.5 (81.5)                             | 24.2 (75.6)                             | 20.7 (69.3)                             | 26.6 (79.9)                             |
| Trung bình ngày °C (°F)                  | 16.1 (61.0)                             | 16.5 (61.7)                             | 18.5 (65.3)                             | 21.9 (71.4)                             | 25.2 (77.4)                             | 27.7 (81.9)                             | 29.6 (85.3)                             | 29.2 (84.6)                             | 27.4 (81.3)                             | 24.5 (76.1)                             | 21.5 (70.7)                             | 17.9 (64.2)                             | 23.0 (73.4)                             |
| Tối thiểu trung bình ngày °C (°F)        | 13.9 (57.0)                             | 14.2 (57.6)                             | 15.8 (60.4)                             | 19.0 (66.2)                             | 22.3 (72.1)                             | 24.6 (76.3)                             | 26.3 (79.3)                             | 26.1 (79.0)                             | 24.8 (76.6)                             | 22.3 (72.1)                             | 19.3 (66.7)                             | 15.6 (60.1)                             | 20.4 (68.7)                             |
| Lượng Giáng thủy trung bình mm (inches)  | 83.2 (3.28)                             | 170.3 (6.70)                            | 180.4 (7.10)                            | 177.8 (7.00)                            | 234.5 (9.23)                            | 325.9 (12.83)                           | 245.1 (9.65)                            | 322.1 (12.68)                           | 360.5 (14.19)                           | 148.9 (5.86)                            | 83.1 (3.27)                             | 73.3 (2.89)                             | 2.405,1 (94.69)                         |
| Số ngày giáng thủy trung bình (≥ 0.1 mm) | 14.1                                    | 14.6                                    | 15.5                                    | 14.9                                    | 14.8                                    | 15.5                                    | 12.3                                    | 14.0                                    | 13.8                                    | 11.9                                    | 12.4                                    | 11.7                                    | 165.5                                   |
| Độ ẩm tương đối trung bình (%)           | 78.5                                    | 80.6                                    | 79.5                                    | 77.8                                    | 76.6                                    | 77.3                                    | 73.0                                    | 74.1                                    | 75.8                                    | 75.3                                    | 75.4                                    | 75.4                                    | 76.6                                    |
| Số giờ nắng trung bình tháng             | 80.6                                    | 71.3                                    | 89.6                                    | 92.6                                    | 113.7                                   | 121.7                                   | 179.0                                   | 188.9                                   | 153.7                                   | 124.0                                   | 99.4                                    | 90.7                                    | 1.405,2                                 |
| Nguồn: Central Weather Bureau            |                                         |                                         |                                         |                                         |                                         |                                         |                                         |                                         |                                         |                                         |                                         |                                         |                                         |

### Chất lượng không khí
Khi so sánh với các thành phố châu Á khác, Đài Bắc có khả năng "tuyệt vời" để quản lý chất lượng không khí trong thành phố. Thời tiết nhiều mưa, vị trí gần bờ biển và các quy định môi trường mạnh mẽ đã ngăn chặn ô nhiễm không khí trở thành một vấn đề sức khỏe đáng kể, ít nhất là so với các thành phố ở Đông Nam Á và công nghiệp Trung Quốc. Tuy nhiên, sương khói là cực kỳ phổ biến và có tầm nhìn kém trên toàn thành phố sau những ngày không mưa.
Khí thải động cơ xe máy, đặc biệt là từ xe máy tay ga, là một nguồn gây ô nhiễm không khí ở Đài Bắc. Có mức độ cao hơn của các hạt vật chất mịn và hydrocarbon thơm đa vòng vào buổi sáng vì ít có sự chuyển động không khí; ánh sáng mặt trời làm giảm một số ô nhiễm. Thỉnh thoảng, bão bụi từ Trung Quốc đại lục có thể tạm thời gây ra chất lượng không khí cực kỳ kém cho thành phố.

## Các đơn vị hành chính
Thành phố Đài Bắc được chia thành 12 khu (Đài Loan) (區). Mỗi khu lại được chia tiếp thành các lý (里), và rồi lại được chia tiếp thành các lân (鄰).
| Bản đồ        | Khu       | Khu        | Khu         | Khu         | Khu           | Dân số (T2. 2012) | Diện tích (km²) | Mã bưu chính |
| Bản đồ        | Tên       | chữ Hán    | Bính âm     | Wade–Giles  | Bạch thoại tự | Dân số (T2. 2012) | Diện tích (km²) | Mã bưu chính |
| ------------- | --------- | ---------- | ----------- | ----------- | ------------- | ----------------- | --------------- | ------------ |
|               | ■ Bắc Đầu | 北投區     | Běitóu      | Pei-t'ou    | Pak-tâu       | 252.484           | 56,8216         | 112          |
| ■ Đại An      | 大安區    | Dà'ān      | Ta-an       | Tāi-an      | 313.710       | 11,3614           | 106             |              |
| ■ Đại Đồng    | 大同區    | Dàtóng     | Ta-t'ung    | Tāi-tông    | 127.092       | 5,6815            | 103             |              |
| ■ Nam Cảng    | 南港區    | Nángǎng    | Nan-kang    | Lâm-káng    | 116.516       | 21,8424           | 115             |              |
| ■ Nội Hồ      | 內湖區    | Nèihú      | Nei-hu      | Lāi-ô͘       | 276.217       | 31,5787           | 114             |              |
| ■ Sỹ Lâm      | 士林區    | Shìlín     | Shih-lin    | Sū-lîm      | 287.248       | 62,3682           | 111             |              |
| ■ Tùng Sơn    | 松山區    | Sōngshān   | Sung-shan   | Siông-san   | 210.347       | 9,2878            | 105             |              |
| ■ Vạn Hoa     | 萬華區    | Wànhuá     | Wan-hua     | Báng-kah    | 190.963       | 8,8522            | 108             |              |
| ■ Văn Sơn     | 文山區    | Wénshān    | Wen-shan    | Bûn-san     | 266.934       | 31,5090           | 116             |              |
| ■ Tín Nghĩa   | 信義區    | Xìnyì      | Hsin-yi     | Sìn-gī      | 226.770       | 11,2077           | 110             |              |
| ■ Trung Sơn   | 中山區    | Zhōngshān  | Chung-shan  | Tiong-san   | 224.258       | 13,6821           | 104             |              |
| ■ Trung Chính | 中正區    | Zhōngzhèng | Chung-cheng | Tiong-chèng | 161.409       | 7,6071            | 100             |              |

## Nhân khẩu

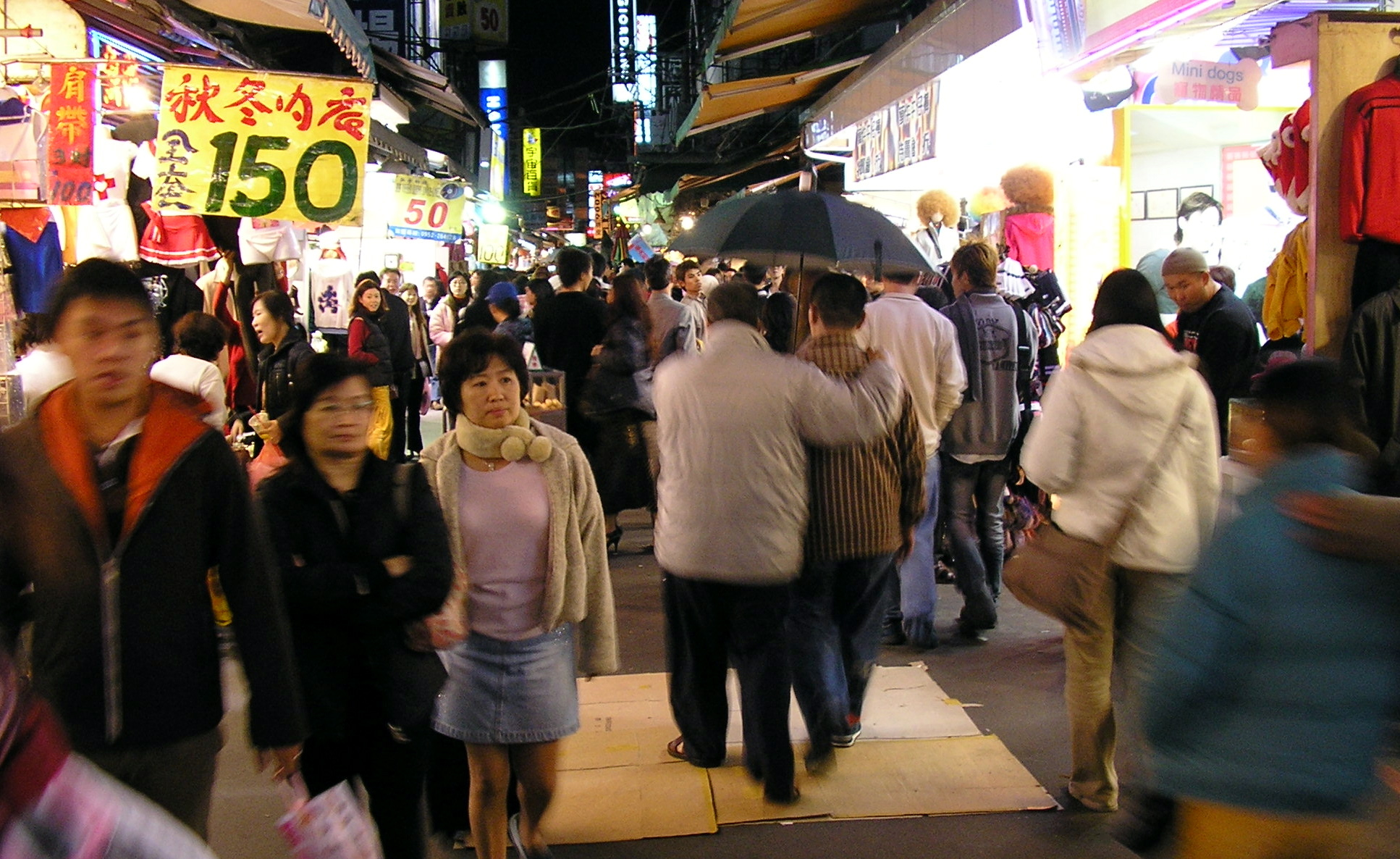
Đám đông ở chợ đêm Shilin

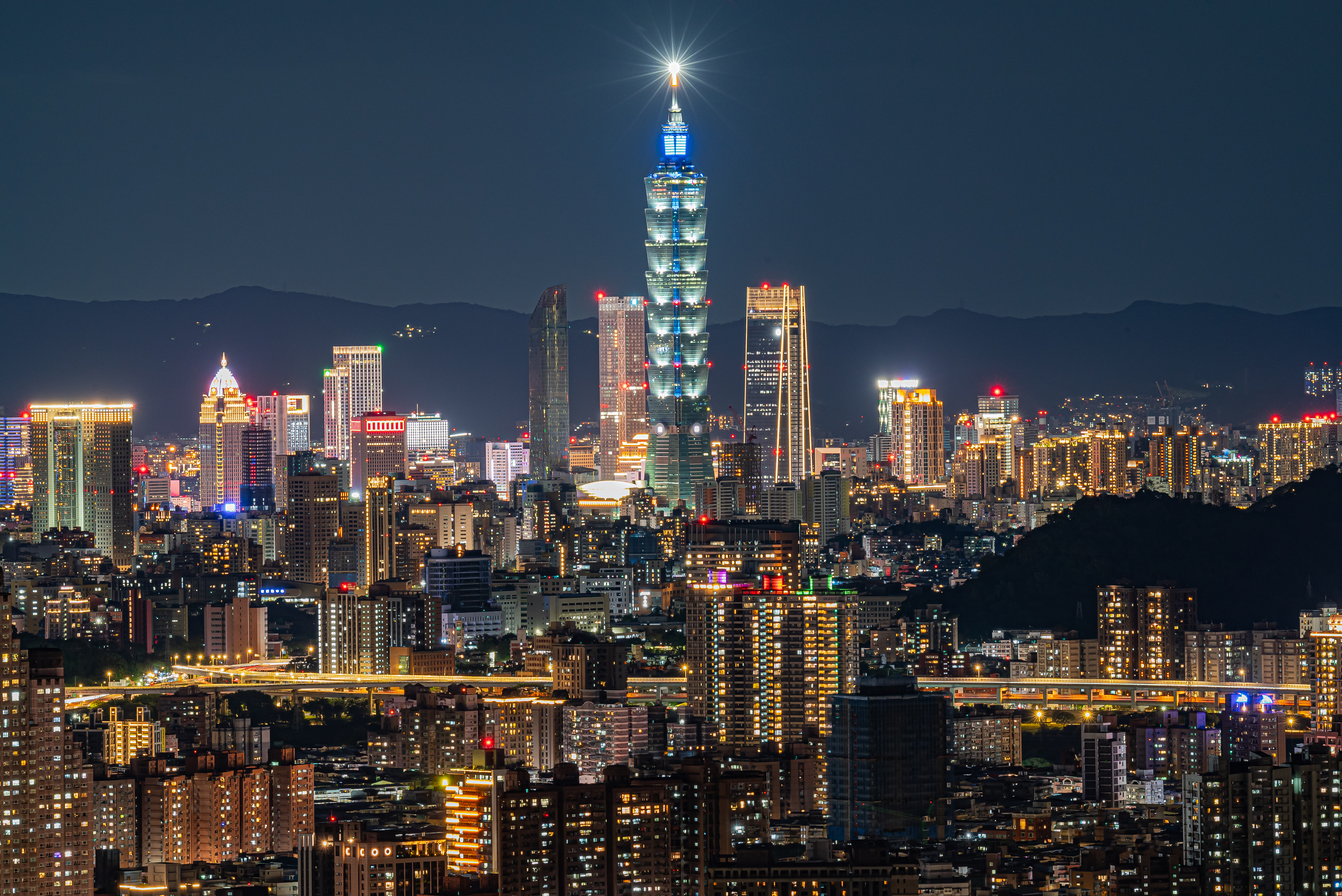
Quận Tín Nghĩa được xem là Manhattan của Đài Bắc

Thành phố Đài Bắc là nơi sinh sống của 2,6 triệu người, trong khi Vùng đô thị Đài Bắc có dân số khoảng 6,8 triệu người. Dân số tại phần lõi của thành phố đã suy giảm tỏng những năm gần đây trong khi dân số tại Tân Bắc bao quanh lại tăng lên. Do địa hình cũng như có sự phát triển khác nhau giữa các khu vực, dân cư Đài Bắc phân bố không đều. Các quận Đại An, Tùng Sơn, và Đại Đồng có mật độ dân cư cao nhất.
Năm 2008, tỉ suất sinh thô là 7,88% trong khi tỷ lệ tử vong đứng ở mức 5,94%. Dân số suy giảm và lão hóa nhanh chóng là vấn đề quan trọng của thành phố. Cuối năm 2009, một trong mười cư dân của Đài Bắc trên 65 tuổi. Các cư dân được hưởng một nền giáo dục đại học hoặc cao hơn chiếm 43,48%, và tỷ lệ biết chữ đạt 99,18%.
Giống như phần còn lại của Đài Loan, Đài Bắc có bốn nhóm dân cư chính: người Phúc Kiến, người Đại lục, người Khách Gia, và dân nguyên trú (thổ dân). Mặc dù người Phúc Kiến và người Đại lục chiếm phần lớn cư dân của thành phố, trong các thập niên gần đây đã có nhiều người Khách Gia chuyển cư đến Đài Bắc. Số dân nguyên trú tại thành phố là 12.862 người (<0,5%), tập trung chủ yếu ở các quận ngoại thành. Có 52.426 người nước ngoài (chủ yếu đến từ Indonesia, Việt Nam, và Philippines) tại Đài Bắc vào cuối năm 2008.
| Thang tuổi | Nam    | Nữ     |
| ---------- | ------ | ------ |
| 0–4        | 73680  | 69574  |
| 5–9        | 57701  | 53004  |
| 10–14      | 67345  | 61491  |
| 15–19      | 77974  | 72110  |
| 20–24      | 78552  | 73103  |
| 25–29      | 78447  | 80882  |
| 30–34      | 105245 | 118719 |
| 35–39      | 107951 | 123852 |
| 40–44      | 96222  | 111729 |
| 45–49      | 96535  | 112049 |
| 50–54      | 98411  | 112322 |
| 55–59      | 96092  | 110635 |
| 60–64      | 87691  | 100472 |
| 65–69      | 55867  | 64949  |
| 70–74      | 40087  | 50018  |
| 75–79      | 28413  | 39123  |
| 80–84      | 23314  | 26760  |
| 85+        | 26109  | 25887  |

## Kinh tế

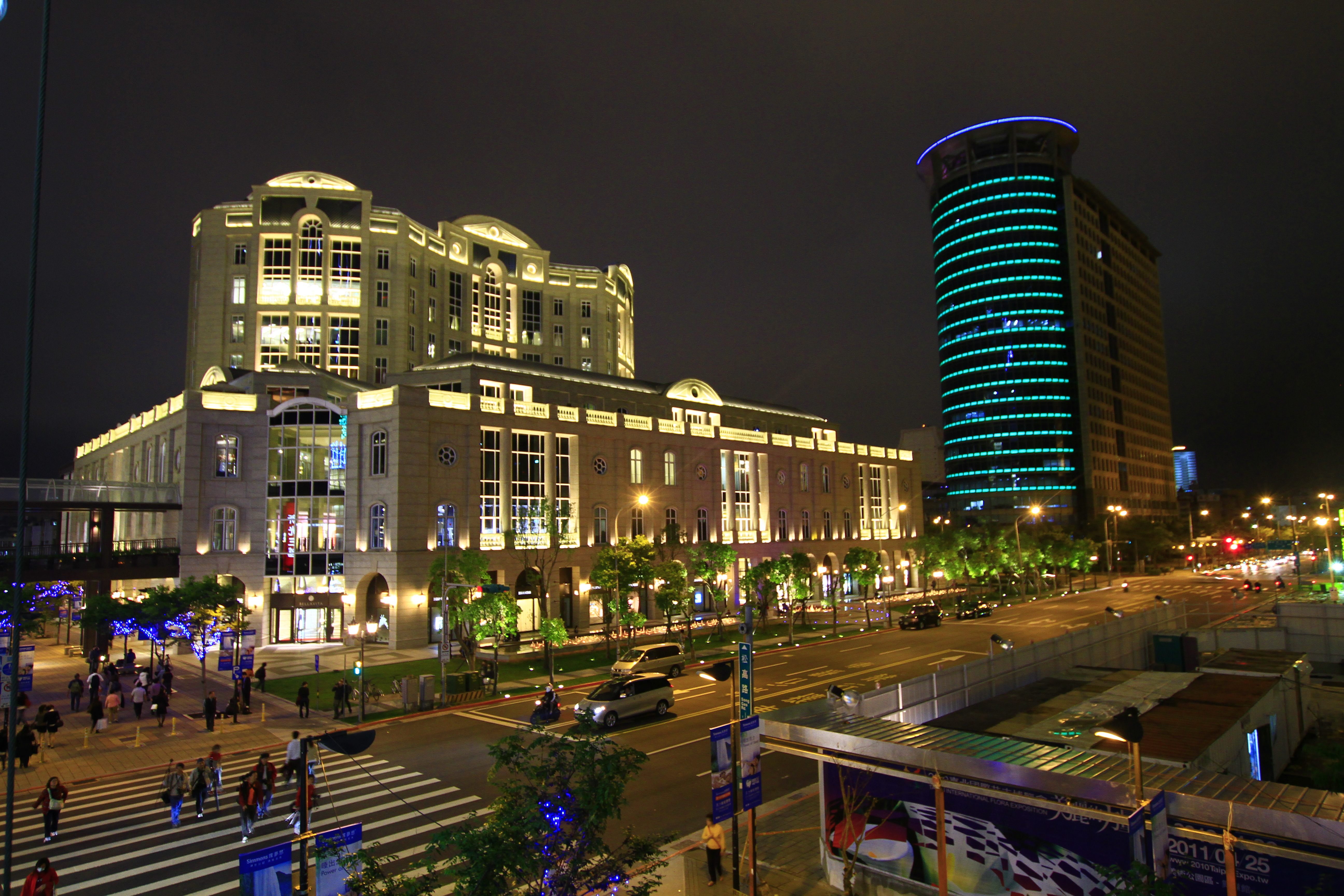
Trung tâm mua sắm Bellavita và Tòa nhà CPC tại Đặc khu Xinyi

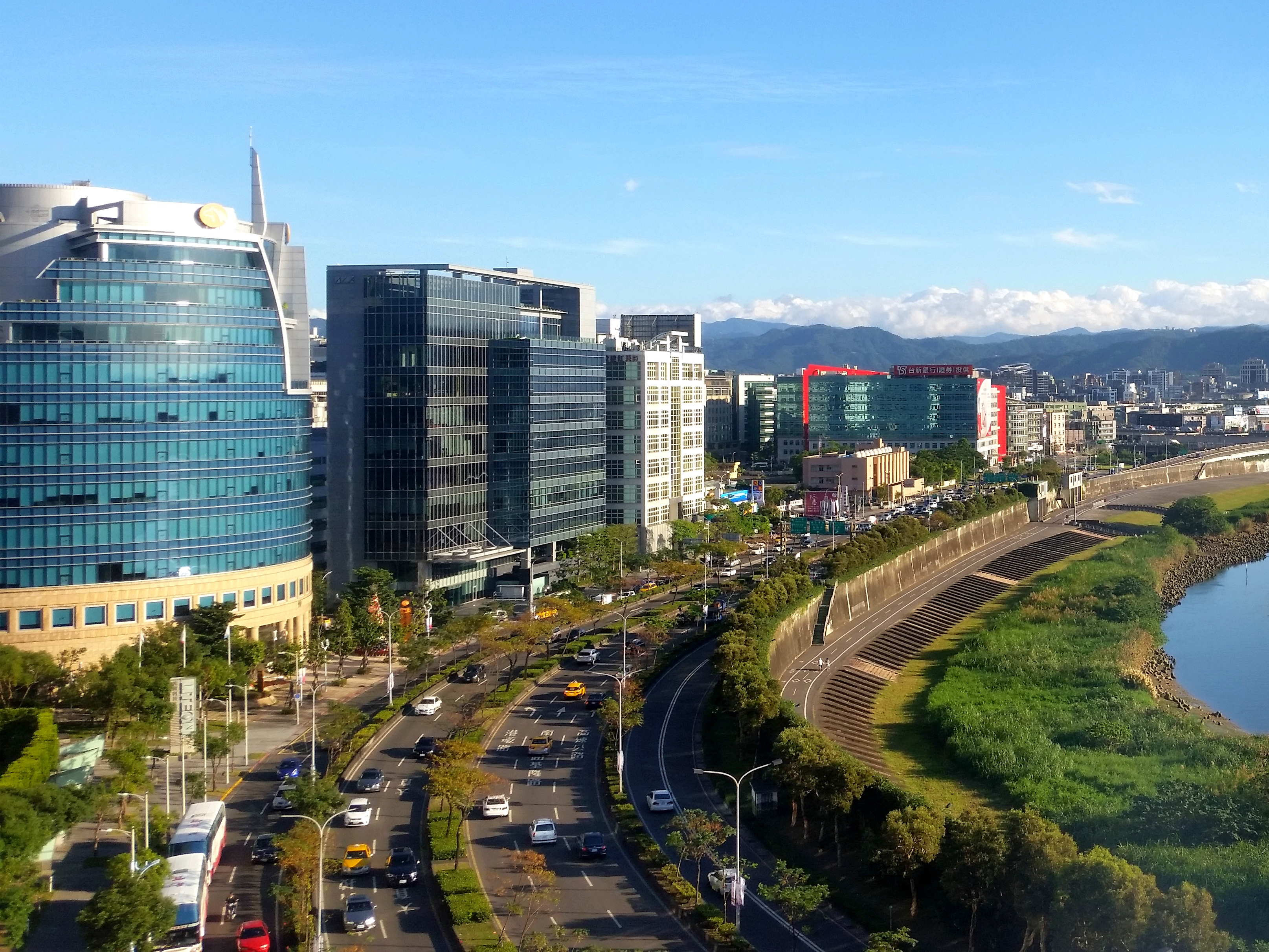
Khu công nghệ Đài Bắc Neihu

Là thủ đô của Trung Hoa Dân Quốc, Đài Bắc là trung tâm trong sự phát triển kinh tế nhanh chóng của quốc đảo và đã trở thành một trong các thành phố toàn cầu về chế tạo các mặt hàng công nghệ cao cũng như các bộ phận thành phần của chũng. Là một phần của điều được gọi là kì tích Đài Loan, thành phố đã có mức tăng trưởng đáng kể theo sau đầu tư trực tiếp nước ngoài trong thập niên 1960. Đài Loan nay là một nền kinh tế chủ nợ, giữ vị thế là một trong các nước có dự trữ ngoại tệ lớn nhất thế giới với trên 403 tỷ đô la Mỹ vào tháng 12 năm 2012.
Bất chấp Khủng hoảng tài chính châu Á 1997, nền kinh tế vẫn tiếp tục tăng trưởng khoảng 5% mỗi năm, người lao động hầu như đều có đủ việc làm và lạm phát thấp. GDP của thành phố đạt mức 327 tỷ USD vào năm 2014. Tính đến năm 2013, GDP bình quân đầu người ở Đài Bắc cao thứ 5 ở Đông Á, sau Tokyo, Singapore, Osaka và Hồng Kông, nhưng trước Seoul, cũng như London và Paris, theo The economist. GDP bình quân đầu người dựa trên ngang giá sức mua (PPP) tại Đài Bắc năm 2015 là 44173 đô la Mỹ, sau Singapore (90151 đô la Mỹ năm 2016 từ IMF) và Hồng Kông (5822 đô la Mỹ năm 2016 từ IMF; cũng dựa trên PPP). Thời báo Tài chính xếp hạng Đài Bắc có tiềm năng kinh tế cao (thứ 2, sau Tokyo) và thân thiện với doanh nghiệp (thứ 4) trong năm 2015. Thành phố này là nhà của 30 tỷ phú, đứng thứ 16 trên thế giới, trước nhiều thành phố toàn cầu như Los Angeles hay Sydney. Business Insider cũng xếp Đài Bắc là thành phố công nghệ cao thứ 5 trên toàn cầu, cao nhất châu Á, năm 2017. Trong khi IESE Cities trong Chỉ số Chuyển động 2017 xếp Đài Bắc là thành phố công nghệ thông minh nhất toàn cầu.
Đài Bắc và các vùng lân cận từ lâu đã là vùng công nghiệp quan trọng nhất của Đài Loan, bao gồm các ngành công nghiệp thuộc khu vực hai và khu vực ba. Hầu hết các nhà máy quan trọng về sản xuất dệt may của đất nước đều nằm tại đây; các ngành công nghiệp khác bao gồm chế tạo các sản phẩm và linh kiện điện tử, máy móc và thiết bị điện, vật liệu in, thiết bị chính xác, các loại thực phẩm và đồ uống, như các công ty Shihlin Electric, CipherLab và Insyde Software. Đóng tàu, bao gồm du thuyền, được thực hiện tại cảng Cơ Long ở phía đông bắc thành phố.

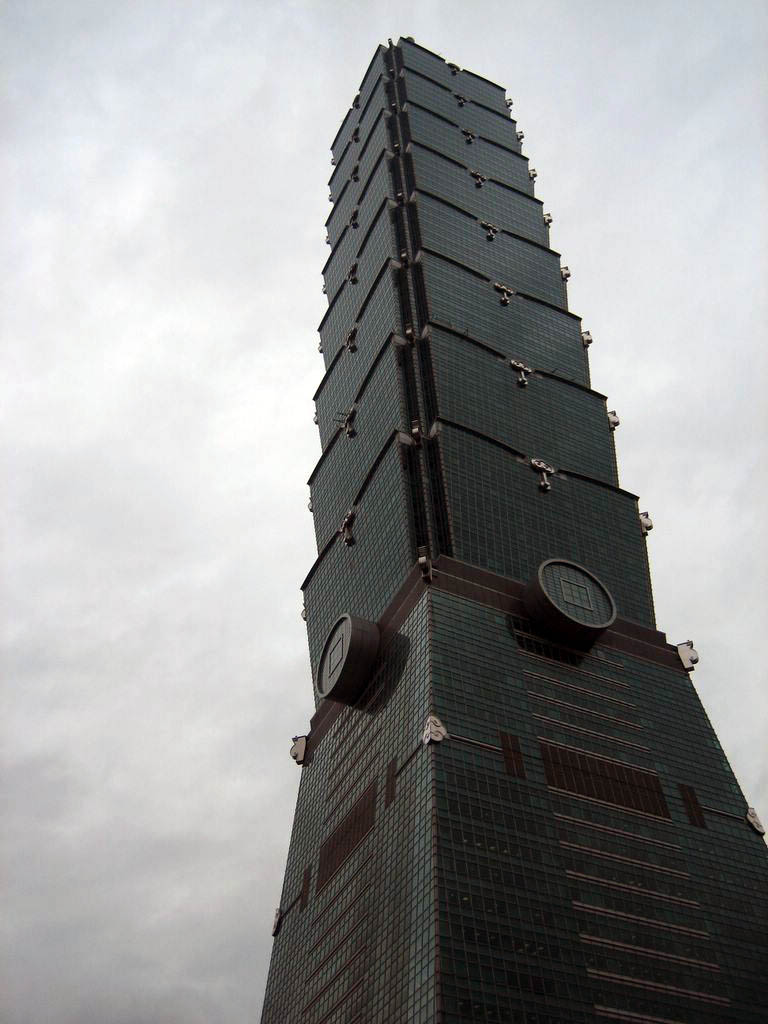
Taipei 101, công trình nổi bật của Đài Bắc

Các lĩnh vực phát triển chính của Đài Bắc bao gồm công nghệ thông tin và truyền thông (phần cứng và phần mềm), công nghệ sinh học, bán hàng tổng hợp (bán buôn / bán lẻ), dịch vụ tài chính và các ngành công nghiệp MICE. Hầu hết các công ty lớn của đất nước đều có trụ sở tại đó bao gồm Asus, Ngân hàng CTBC, tập đoàn tài chính Fubon, Công ty Tatung, D-Link và các công ty khác. 5 công ty Global Fortune 500 có trụ sở tại Đài Bắc. Thành phố cũng thu hút nhiều tập đoàn đa quốc gia, tổ chức tài chính quốc tế, lãnh sự quán nước ngoài và các tổ chức kinh doanh để thành lập căn cứ ở đó. Do đó, Đài Bắc có gần 3.500 doanh nghiệp nước ngoài đăng ký và thu hút hơn 50% tổng vốn đầu tư nước ngoài tại Đài Loan. Các công ty nước ngoài có văn phòng hoặc trụ sở khu vực tại Đài Bắc bao gồm Google, Microsoft, IBM, Intel, HSBC, Citibank, Facebook, Amazon, Apple, JP Morgan, PwC và nhiều công ty khác. Hầu hết các công ty tài chính và nước ngoài muốn cư trú tại khu thương mại trung tâm của Đài Bắc, Đặc khu Xinyi. Với Citi, JP Morgan, Ngân hàng DBS, Bảo hiểm nhân thọ Cathay, Ngân hàng thương mại Shin Kong, Ngân hàng Hua Nan và sớm Bảo hiểm nhân thọ Fubon Financial và Nan Shan đều thành lập các tòa nhà chọc trời trong khu vực. Trong khi đó, các công ty công nghệ và điện tử thường được thành lập tại Khu công nghệ Neihu hoặc Công viên phần mềm Nankang. Bối cảnh khởi nghiệp và đổi mới ở Đài Bắc cũng rất sôi động. Chỉ riêng năm 2018, Microsoft đã công bố kế hoạch đầu tư 34 triệu đô la Mỹ để tạo ra một trung tâm R & D trí tuệ nhân tạo tại Đài Bắc, trong khi Google tuyên bố sẽ thuê 300 người và đào tạo thêm 5.000 người về trí tuệ nhân tạo cho máy móc. Đài Bắc hiện là trung tâm kỹ thuật lớn nhất của Google ở châu Á. IBM cũng tuyên bố vào năm 2018 rằng họ sẽ phát triển một phòng thí nghiệm nghiên cứu đám mây và mở rộng trung tâm R & D của mình tại Đài Bắc với con mắt về trí tuệ nhân tạo, công nghệ blockchain và điện toán đám mây. Theo Chỉ số phát triển doanh nhân toàn cầu năm 2016, tinh thần kinh doanh của Đài Bắc đứng thứ 6 trên toàn thế giới và thứ 1 ở châu Á. Đài Bắc có hơn 400 công ty khởi nghiệp và nhiều trung tâm ươm tạo, máy gia tốc, thủ đô mạo hiểm và nhà đầu tư thiên thần. Hệ sinh thái khởi nghiệp của thành phố được Startup Genome định giá trị giá 580 triệu USD vào năm 2018.
Dịch vụ, bao gồm những lĩnh vực liên quan đến thương mại, giao thông, và ngân hàng, đã ngày cảng trở nên quan trọng. Du lịch tuy còn là một thành phần nhỏ song đã đóng góp đáng kể vào nền kinh tế địa phương với tổng số du khách quốc tế đạt gần 3 triệu lượt trong năm 2008. Đài Bắc có các điểm du lịch tham quan hàng đầu và đóng góp một phần đáng kể vào ngành du lịch doanh thu 6,8 tỷ đô la Mỹ của ngành du lịch tại Đài Loan. Các thương hiệu quốc gia như ASUS, Chunghwa Telecom, Mandarin Airlines, Tatung, và Uni Air, D-Link  đặt trụ sở chính tại Đài Bắc.

## Giáo dục
Đài Bắc là nơi đặt trụ sở của 24 trường đại học và Academia Sinica, học viện quốc gia Đài Loan hỗ trợ hệ thống chương trình sau đại học quốc tế Đài Loan:

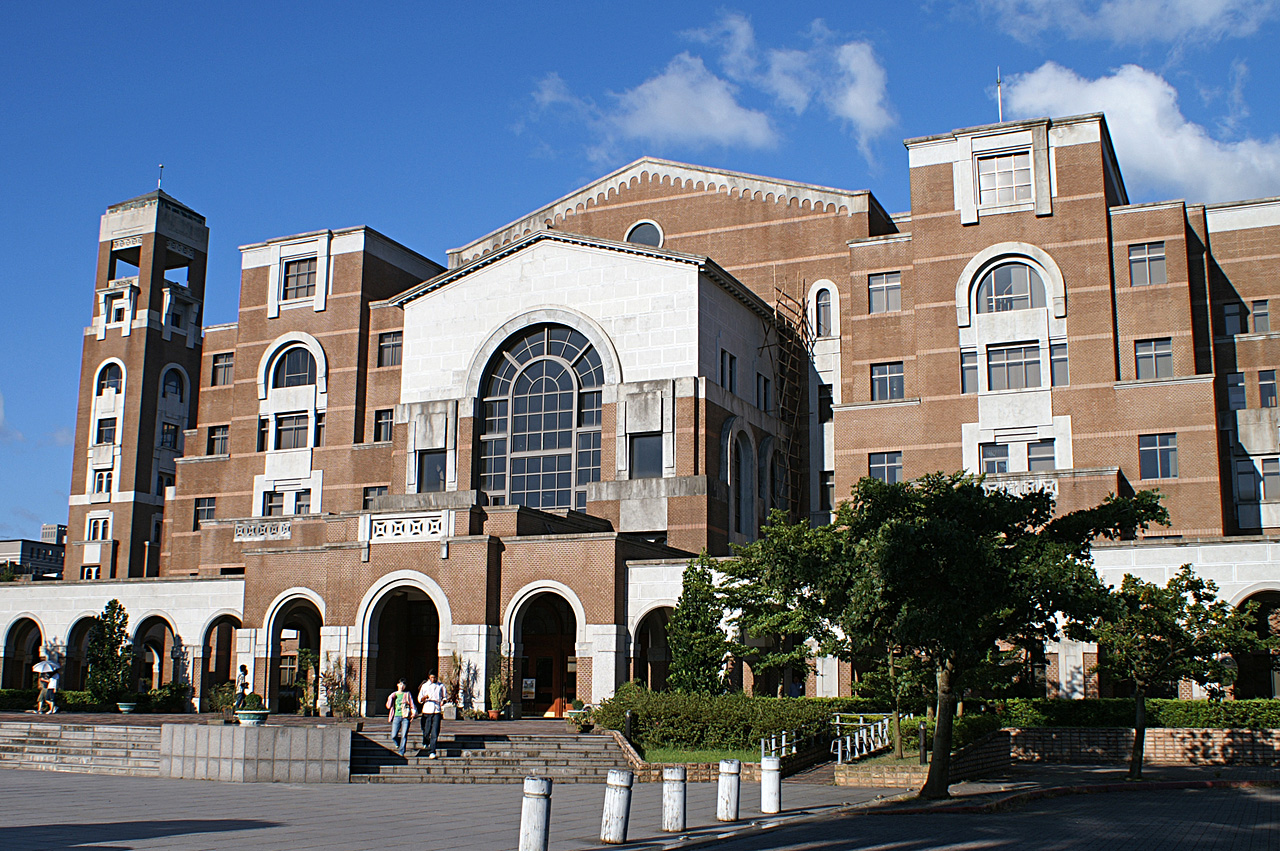
Thư viện của Đại học quốc lập Đài Loan

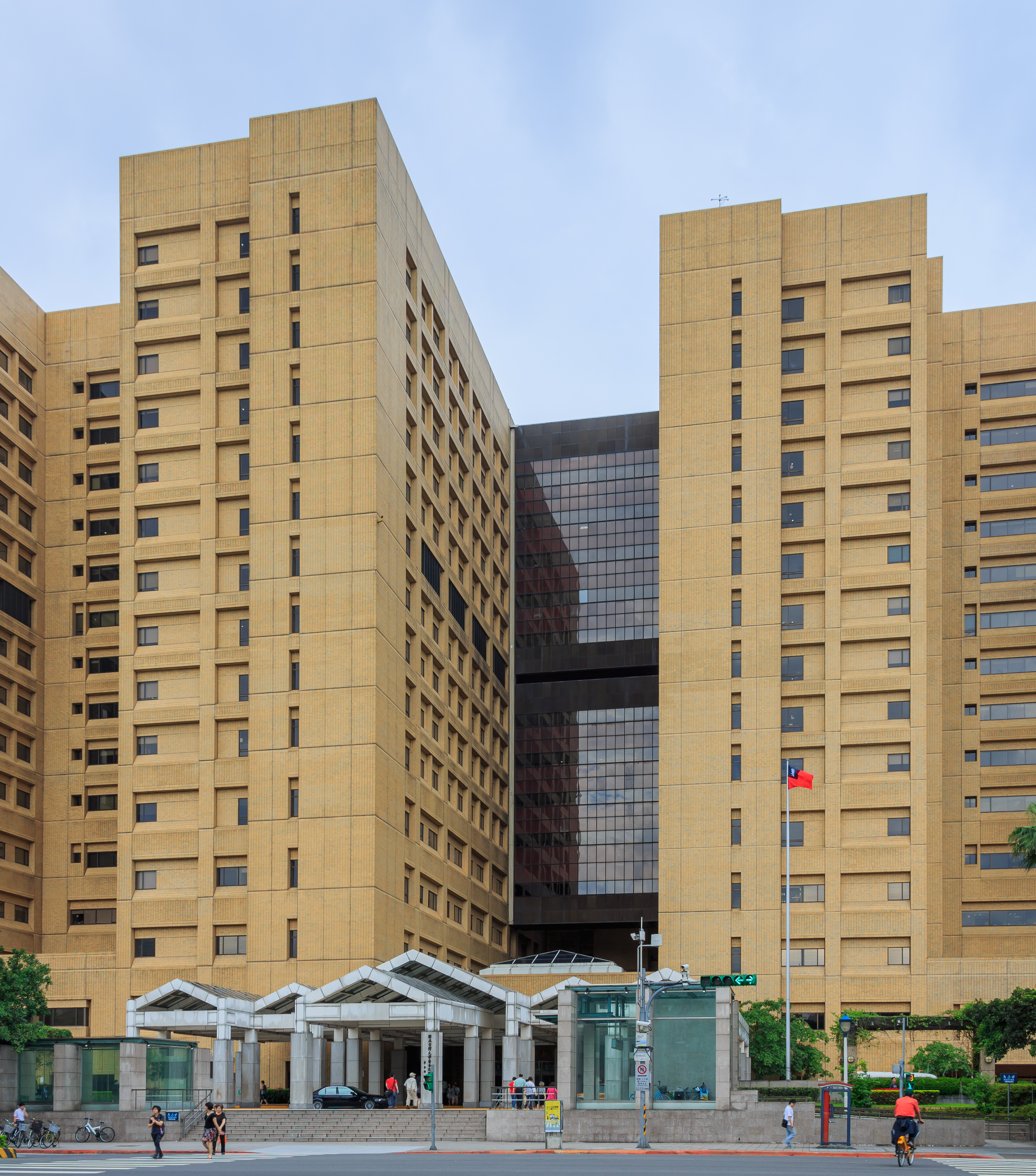
Bệnh viện Đại học quốc lập Đài Loan

| - Academia Sinica (1928/1949) - Đại học quốc lập Đài Loan (1928) - Đại học Chính trị Quốc gia (Đại học quốc gia Chengchi) (1927) - Trung tâm y tế quốc phòng (1902) - Đại học Quốc phòng (1906) - Đại học Quốc gia Đài Bắc (1949) - Đại học Kinh doanh Quốc gia Đài Bắc (1917) - Đại học Sư phạm Quốc gia Đài Bắc (1895) - Đại học Điều dưỡng và Khoa học Y tế Quốc gia Đài Bắc (1947) - Đại học Khoa học và Công nghệ Quốc gia Đài Loan (1974) - Đại học Công nghệ Quốc gia Đài Bắc (1912) - Đại học Nghệ thuật biểu diễn quốc gia Đài Loan (1957) - Đại học Sư phạm Quốc gia Đài Loan (1922/1946) - Đại học quốc lập Dương Minh (Đại học quốc gia Yang-Ming) (1975) - Đại học Nghệ thuật Quốc gia Đài Bắc (1982) - Đại học Đài Bắc (2013) - Đại học Tam Khang (1950) - Đại học Soochow (1900) - Đại học Văn hóa Trung Quốc (1962) - Đại học Ming Chuan (1957) - Đại học Shih Hsin (1956) - Đại học Shih Chiến (1958) - Đại học Y khoa Đài Bắc (1960) - Đại học Tatung (1956) - Đại học Công nghệ Trung Quốc (1965) |

Đại học quốc lập Đài Loan (NTU hoặc Tai-Da) được thành lập năm 1928 trong thời kỳ Đài Loan thuộc Nhật. NTU đã sản sinh nhiều nhà lãnh đạo chính trị và xã hội ở Đài Loan. Cả hai phong trào pan-blue và pan-green ở Đài Loan đều bắt nguồn từ NTU. Trường có sáu cơ sở ở khu vực vùng đô thị Đài Bắc (bao gồm cả Tân Bắc) và hai cơ sở bổ sung tại Nam Đầu. Trường đại học quản lý các trang trại, rừng và bệnh viện cho mục đích giáo dục và nghiên cứu. Cơ sở chính nằm ở quận Da-An của Đài Bắc, nơi có hầu hết các tòa nhà bộ phận và tất cả các tòa nhà hành chính. Trường Cao đẳng Luật và Đại học Y khoa nằm gần phủ Tổng thống. Bệnh viện Đại học Quốc gia Đài Loan là một trung tâm nghiên cứu y tế quốc tế hàng đầu.
Đại học Sư phạm Quốc gia Đài Loan (NTNU hoặc Shi-Da) cũng ra đời từ thời thuộc địa Nhật Bản. Được thành lập với cái tên trường Cao đẳng Taihoku vào năm 1922 và được tổ chức như một cơ sở đào tạo giáo viên của Quốc dân Đảng vào năm 1946, NTNU đã phát triển thành một trường đại học quốc tế toàn diện. Trường đại học tự hào có các chương trình đặc biệt mạnh mẽ trong nhân văn và giáo dục quốc tế. Trên toàn thế giới, nó có lẽ được biết đến như là nhà của Trung tâm đào tạo ]tiếng Quan thoại, một chương trình cung cấp đào tạo tiếng Quan thoại mỗi năm cho hơn một nghìn sinh viên từ các quốc gia trên toàn thế giới. Cơ sở chính, ở quận Da'an của Đài Bắc gần ga tàu điện ngầm, được biết đến với kiến trúc lịch sử. Khu vực chợ Shida xung quanh khuôn viên này lấy tên từ portmanteau của trường.
Chương trình tiếng Quan thoại
- Chương trình tiếng Trung quốc tế (ICLP) (國際華語研習所) của Đại học Quốc gia Đài Loan
- Trung tâm đào tạo tiếng Quan thoại (MTC) (國語教學中心) của Đại học Sư phạm Quốc gia Đài Loan
- Học viện Ngôn ngữ Đài Bắc (中華語文研習所)

## Văn hóa

### Du lịch
Ngành du lịch đóng một vai trò quan trọng đối với kinh tế Đài Bắc. Năm 2013, hơn 6.3 triệu khách quốc tế đã đến Đài Bắc, giúp thành phố trở thành khu vực được tham quan đông thứ 15 thế giới trong năm ấy. Nguồn thu từ du lịch đóng góp 10.8 tỉ USD cho kinh tế thành phố, nhiều thứ 9 thế giới và hơn bất kì một thành phố nói tiếng Hoa nào.

#### Di tích lịch sử
Khu Tưởng niệm Quốc gia Tưởng Giới Thạch là một tượng đài nổi tiếng và là điểm thu hút khách du lịch, được dựng lên để tưởng niệm Tưởng Giới Thạch, cựu tổng thống Trung Hoa dân quốc. Tượng này nằm ở cuối phía Đông của khu quảng trường tưởng niệm, địa điểm gần nhà hát Hòa nhạc Quốc gia, nhà hát Quốc gia và các công viên lân cận cũng như đài tưởng niệm. Địa danh của Quảng trường Tự do nằm trong tầm nhìn Tòa nhà Tổng thống của Đài Loan ở quận Zhongzheng của Đài Bắc.

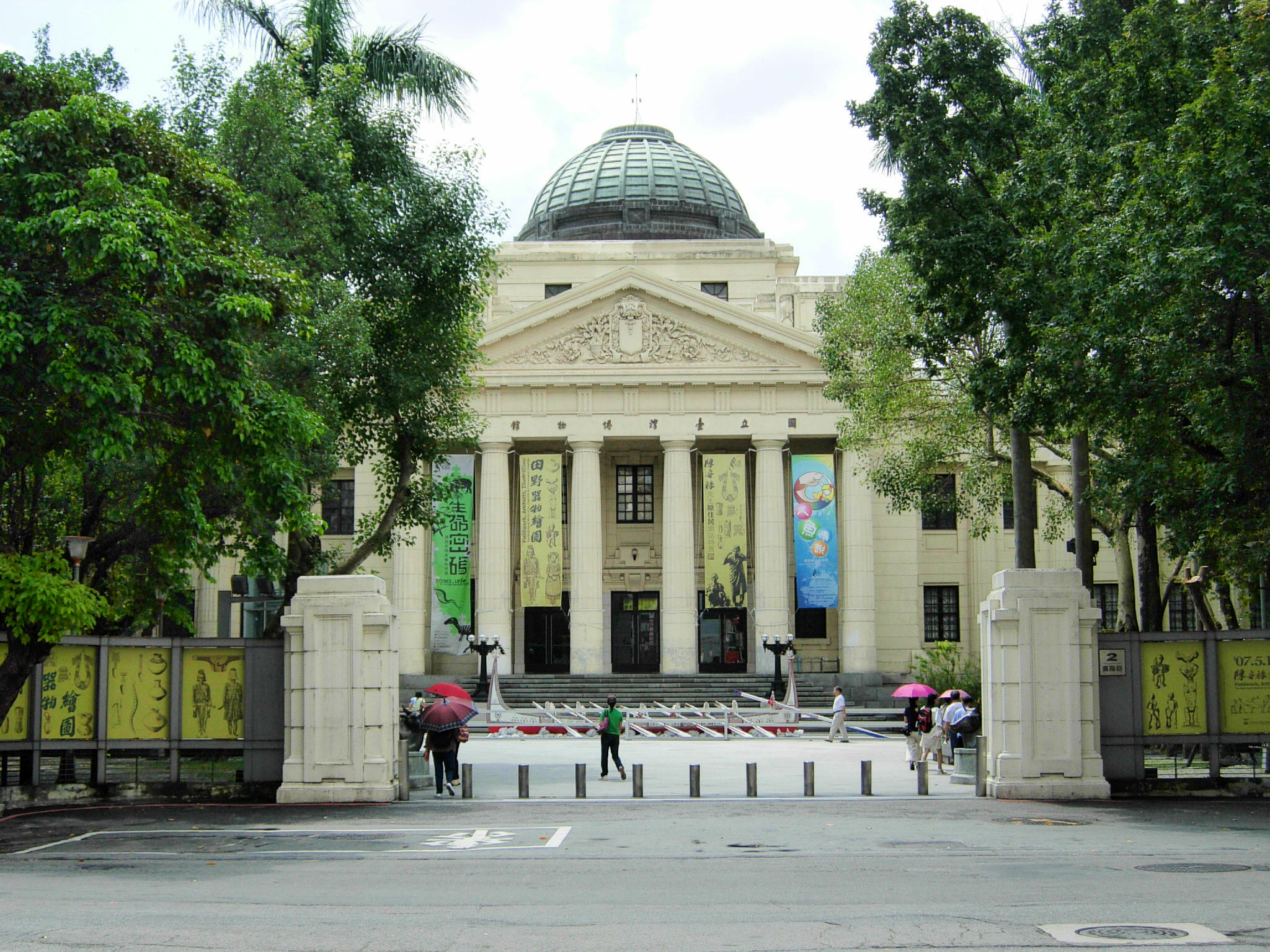
Bảo tàng Quốc gia Đài Loan

Bảo tàng Quốc gia Đài Loan nằm ở gần 228 Công viên Tưởng niệm Hòa bình và đã đặt tên như hiện tại của nó từ năm 1999. Đây là bảo tàng lâu đời nhất Đài Loan, được thành lập vào ngày 24 tháng 10 năm 1908 bởi chính phủ thực dân Nhật Bản (1895-1945) trong thời Đài Loan thuộc Nhật, khi ấy mang tên là Bảo tàng Thống đốc Đài Loan. Nó đã được đưa ra với một bộ sưu tập 10.000 hiện vật để kỷ niệm việc mở đường sắt Bắc-Nam của đảo. Năm 1915 một tòa nhà bảo tàng mới đã mở cửa với đặc điểm giống như bây giờ. Cấu trúc này và văn phòng của thống đốc (nay là Toà văn phòng Tổng thống), là tòa nhà công chúng được biết đến nhiều nhất ở Đài Loan trong thời kỳ thống trị của Nhật Bản.

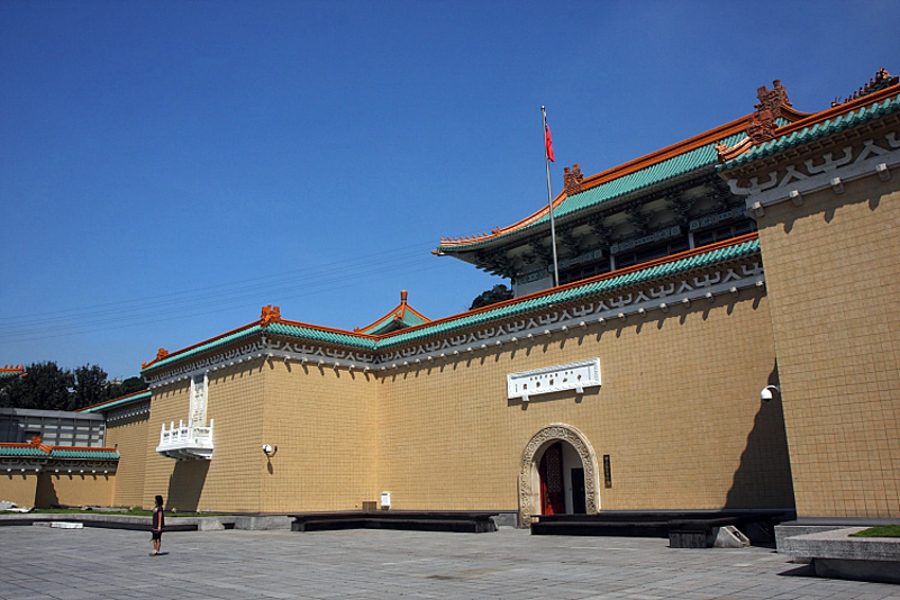
Bảo tàng Cung điện Quốc gia

Bảo tàng Cung điện Quốc gia là một phòng trưng bày nghệ thuật và bảo tàng khổng lồ được xây dựng quanh một bộ sưu tập tập trung vào các hiện vật cổ Trung Hoa. Không nên nhầm lẫn với Tử Cấm thành ở Bắc Kinh (được đặt tên theo sau); cả hai xây dựng văn hóa Trung Quốc ở cùng một bảo tàng. Bộ sưu tập bị chia ra vào những năm 1940 do cuộc nội chiến Trung Quốc. Bảo tàng Cung điện Quốc gia ở Đài Bắc bây giờ tự hào có một bộ sưu tập quốc tế thực sự khi đang lưu giữ một trong những bộ sưu tập đồ tạo tác lớn nhất thế giới về Trung Quốc cổ đại.

#### Tòa nhà Đài Bắc 101

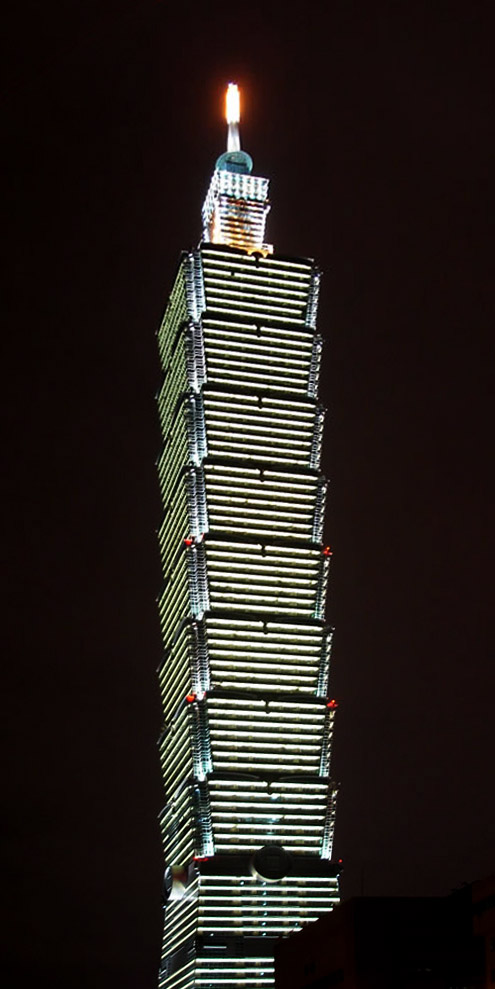
Đài Bắc 101 rực rỡ về đêm

Đài Bắc 101 là tòa nhà chọc trời cao 101 tầng từng là tòa nhà cao nhất thế giới khi nó mở cửa vào năm 2004, kỉ lục này được giữ trong sáu năm trước khi bị phá bởi Burj Khalifa ở Dubai. Thiết kế bởi C.Y. Lee & Partners và được xây dựng bởi liên doanh KTRT, Đài Bắc 101 đo từ độ cao 509 m (1.670 ft) từ mặt đất lên đỉnh, làm cho nó là nhà chọc trời đầu tiên trên thế giới phá vỡ chiều cao của nửa cây số. Được xây dựng để chịu được những cơn bão và trận động đất, thiết kế của nó kết hợp nhiều sáng kiến kỹ thuật và đã giành được nhiều giải thưởng quốc tế. Đài Bắc 101 vẫn là một trong những tòa nhà chọc trời cao nhất thế giới và được LEED chứng nhận là tòa nhà "xanh" lớn nhất thế giới. Khu mua sắm của nó và các đài quan sát trong nhà và ngoài trời thu hút du khách từ khắp nơi trên thế giới. Màn pháo hoa năm mới của Đài Bắc 101 là một sự kiện thường xuyên của chương trình phát sóng quốc tế.

#### Biểu diễn nghệ thuật
Nhà hát và Khu hòa nhạc Quốc gia tọa lạc tại Quảng trường Tự do của Đài Bắc và tổ chức các sự kiện của các nghệ sĩ nước ngoài và trong nước. Các địa điểm tổ chức buổi hòa nhạc hàng đầu khác bao gồm Hội trường Trung Sơn tại Ximending và Hội trường Tưởng niệm Tôn Trung Sơn gần Đài Bắc 101.
Một địa điểm mới, Trung tâm biểu diễn nghệ thuật Đài Bắc, đang được xây dựng và dự kiến khai trương vào năm 2015. Địa điểm sẽ đứng gần chợ đêm Shilin và sẽ tổ chức ba nhà hát cho các sự kiện với các hoạt động kéo dài nhiều tuần. Thiết kế kiến trúc của Rem Koolhaas và OMA, được xác định vào năm 2009 trong một cuộc thi quốc tế. Quy trình thiết kế tương tự cũng được áp dụng cho một Trung tâm Âm nhạc nổi tiếng và Bảo tàng thành phố Đài Bắc mới.

#### Mua sắm và giải trí
Đài Bắc nổi tiếng với nhiều chợ đêm, nổi tiếng nhất là Chợ đêm Shilin ở quận Shilin. Các đường phố xung quanh của Chợ đêm Shilin rất đông người vào buổi tối, thường là mở cửa chiều muộn và hoạt động tốt trong đêm khuya. Hầu hết các chợ đêm đều có quầy hàng riêng bán hỗn hợp thực phẩm, quần áo và hàng tiêu dùng.

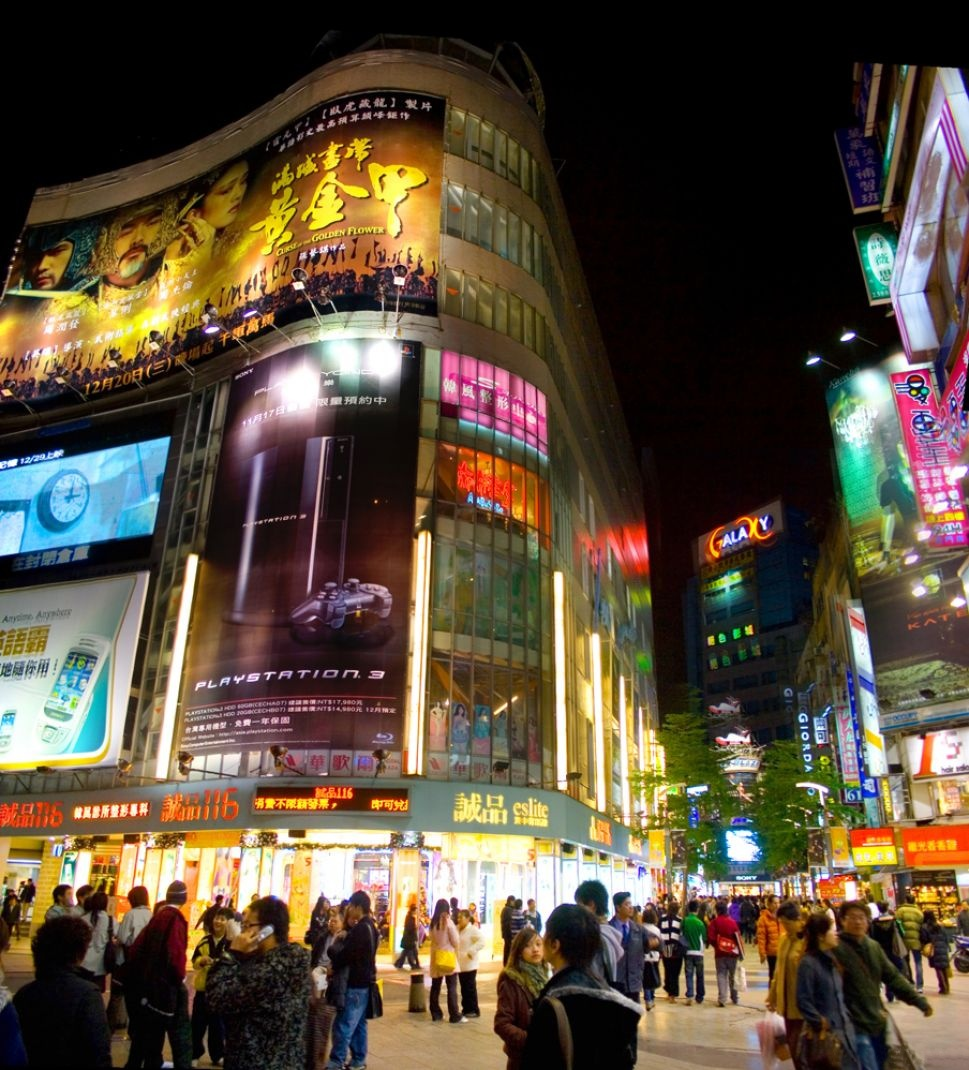
Con đường Ximending đông đúc về đêm

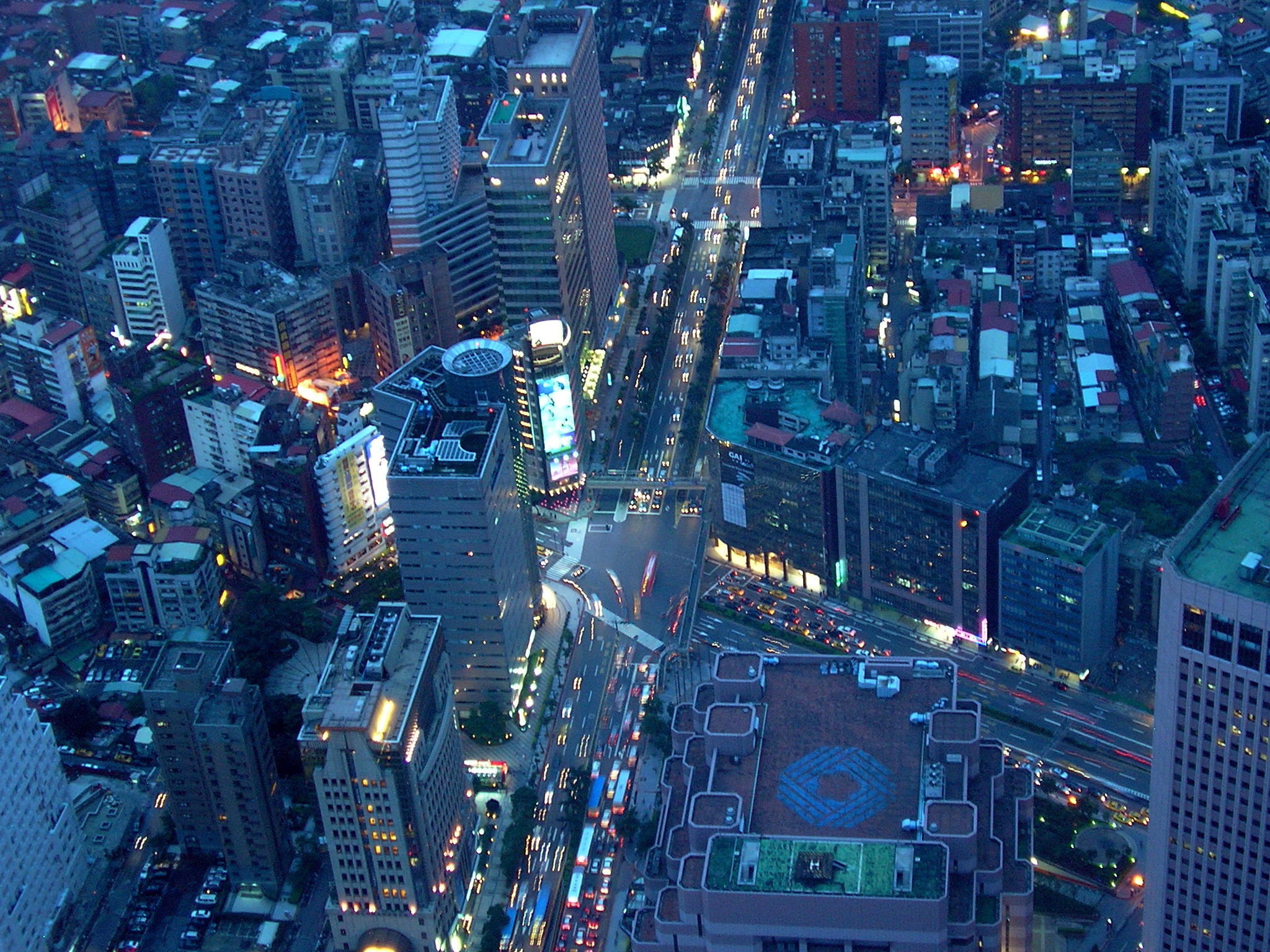
Đài Bắc sôi động náo nhiệt về đêm

Ximending đã là một khu vực nổi tiếng để mua sắm và giải trí kể từ những năm 1930. Các công trình lịch sử bao gồm một sảnh hòa nhạc, một rạp chiếu phim lịch sử và nhà hát Red House. Các công ty karaoke hiện đại, các rạp chiếu phim nghệ thuật, rạp chiếu phim phát hành rộng rãi, các cửa hàng điện tử, và nhiều nhà hàng và các cửa hàng quần áo thời trang. Khu vực dành cho người đi bộ đặc biệt phổ biến với thanh thiếu niên và được gọi là "Harajuku" của Đài Bắc.
Quận Tân Dư mới được phát triển rất phổ biến với du khách và người dân địa phương như nhiều điểm giải trí và mua sắm, cũng như là trụ sở của Đài Bắc 101, một điểm thu hút khách du lịch hàng đầu. Các trung tâm mua sắm trong khu vực bao gồm khu phức hợp Shin Kong Mitsukoshi, Trung tâm Breeze, Bellavita, trung tâm mua sắm Đài Bắc 101, cửa hiệu hàng đầu Eslite Bookstore (bao gồm trung tâm mua sắm), The Living Mall, trung tâm mua sắm ATT và rạp chiếu phim Vieshow (trước đây gọi là Warner Village). Quận Xinyi cũng là trung tâm của cuộc sống về đêm năng động của thành phố Đài Bắc, với một số quán bar và câu lạc bộ đêm nổi tiếng tập trung ở một khu vực tương đối nhỏ quanh: Neo19, ATT 4 FUN và Đài Bắc 101. Các quán bar ngoài trời như Barcode và câu lạc bộ đêm như Spark và Myst là những nơi được nhiều người ghé thăm nhất.
Khu mua sắm sôi động xung quanh ga chính Đài Bắc bao gồm Chợ ngầm Đài Bắc và cửa hàng bách hóa Shin Kong Mitsukoshi tại tòa nhà Shin Kong Life. Các điểm mua sắm phổ biến khác bao gồm Trung tâm Thương mại Metro Zhongshan, Phố Dihua, Quảng trường Số Quảng Châu và Core Pacific City. Công viên giải trí Miramar được biết đến với trò chơi đu quay Ferris và rạp hát IMAX.
Đài Bắc duy trì một hệ thống rộng lớn gồm các công viên, không gian xanh và bảo tồn thiên nhiên. Các công viên và khu vực lâm nghiệp đáng chú ý trong và xung quanh thành phố bao gồm Công viên Quốc gia Yangmingshan, Sở thú Đài Bắc và Công viên Rừng Da-an. Công viên quốc gia Yangmingshan (nằm cách trung tâm thành phố 10 km (6,2 mi) về phía bắc) nổi tiếng với hoa anh đào, suối nước nóng và mỏ lưu huỳnh. Đây là nhà của nhà văn nổi tiếng Lâm Ngữ Đường, nơi cư trú mùa hè của Tưởng Giới Thạch, nơi cư trú của các nhà ngoại giao nước ngoài, Đại học Văn hóa Trung Quốc, nơi gặp gỡ của Quốc hội Trung Quốc hiện đang bị trì hoãn và Lưu trữ Đảng Kuomintang. Sở thú Đài Bắc được thành lập vào năm 1914 và có diện tích 165 ha cho khu bảo tồn động vật.
Bitan được biết đến với chèo thuyền và thể thao dưới nước. Đạm Thủy, Tân Bắc là một thị trấn nghỉ mát bên bờ biển nổi tiếng. Các bãi biển có thể đến ở một số hướng từ Đài Bắc.

#### Đền chùa

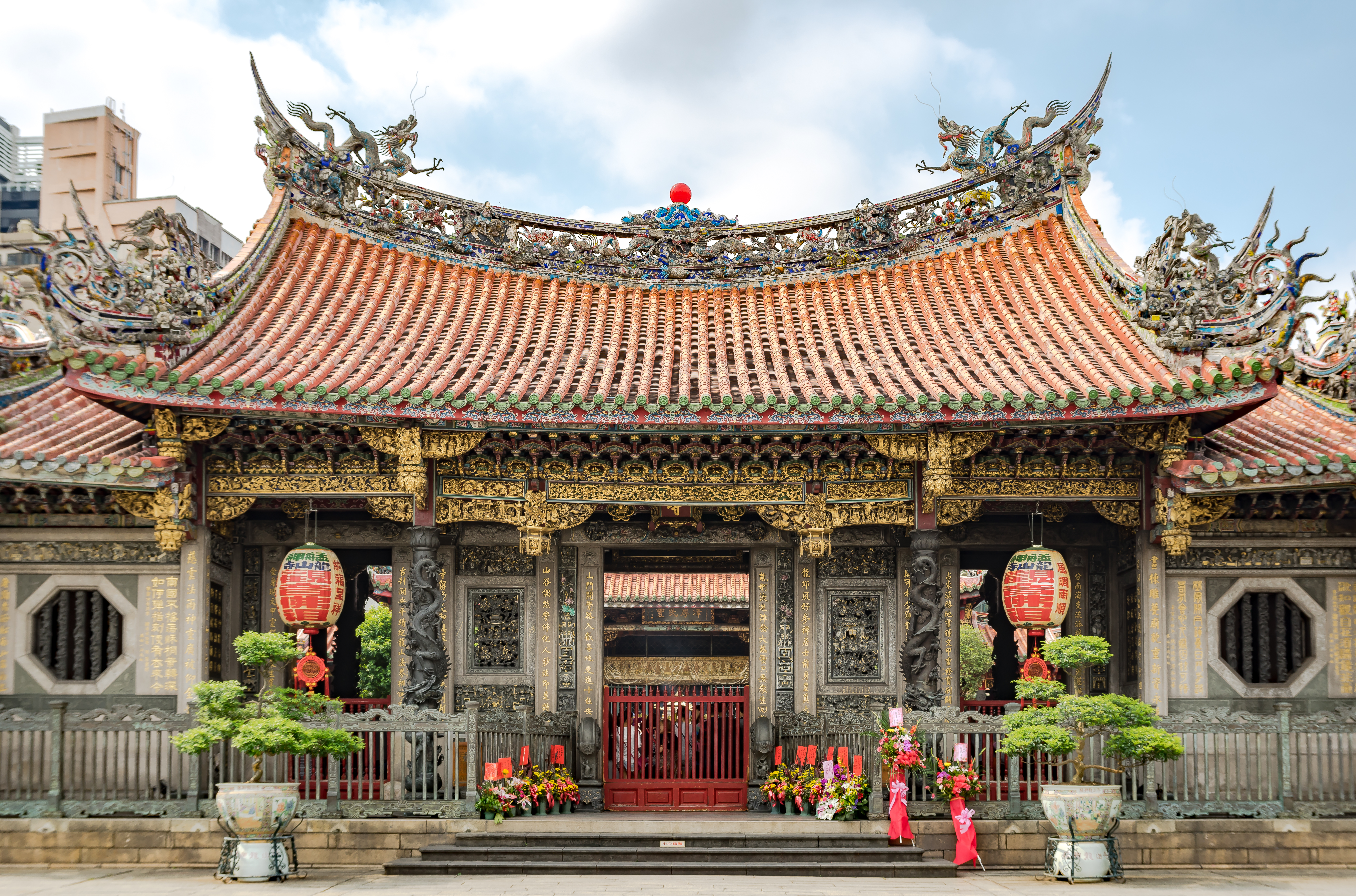
Cổng chinh vào Chùa Long Sơn

Đài Bắc có một loạt các ngôi đền thờ Phật giáo, Đạo giáo và Khổng giáo. Chùa Long Sơn, được xây dựng vào năm 1738 và nằm ở quận Vạn Hoa, thể hiện một ví dụ về những ảnh hưởng về kiến trúc Hoa Nam thường thấy trên các địa danh cũ ở Đài Loan.
Đường Nam Thắng được gọi là "Đường lên thiên đàng" do sự tập trung cao độ của các đền thờ, nhà thờ và nhà thờ Hồi giáo. Những ngôi đền nổi tiếng khác bao gồm Đền Baoan nằm ở Dalongdong, một di tích lịch sử quốc gia và Đền thần thành phố Xiahai, nằm trong cộng đồng Dadaocheng cũ, được xây dựng với kiến trúc tương tự như những ngôi đền ở phía nam Phúc Kiến. Đền Khổng Tử Đài Bắc có dấu vết lịch sử từ năm 1879 trong thời nhà Thanh và cũng kết hợp kiến trúc theo phong cách miền nam Phúc Kiến.
Bên cạnh những ngôi đền lớn, những ngôi đền nhỏ ngoài trời cho các vị thần địa phương là rất phổ biến và có thể được nhìn thấy ở hai bên đường, công viên và khu phố. Nhiều ngôi nhà và doanh nghiệp cũng có thể thiết lập những ngôi đền nhỏ bằng nến, tượng nhỏ và lễ vật. Một số nhà hàng, chẳng hạn, có thể lập một ngôi đền nhỏ cho Thần bếp để thành công trong kinh doanh nhà hàng.

### Lễ hội và sự kiện
Nhiều lễ hội hàng năm được tổ chức tại Đài Bắc. Trong những năm gần đây, một số lễ hội, như pháo hoa và buổi hòa nhạc Double Ten Day, ngày càng được tổ chức trên cơ sở luân phiên bởi một số thành phố trên khắp Đài Loan.
Khi đêm giao thừa đến theo dương lịch, hàng ngàn người đã hội tụ tại quận Tín Nghĩa để diễu hành, các buổi hòa nhạc ngoài trời của các nghệ sĩ nổi tiếng, các chương trình đường phố, cuộc sống về đêm. Đỉnh cao là đếm ngược đến nửa đêm, khi Đài Bắc 101 đảm nhận vai trò nền tảng cho những màn pháo hoa.
Lễ hội đèn lồng Đài Bắc kết thúc kỳ nghỉ Tết Nguyên đán. Thời điểm triển lãm đèn lồng của thành phố trùng với lễ hội quốc gia ở Bình Khê, khi hàng ngàn đèn lồng lửa được thả lên bầu trời. Triển lãm đèn lồng của thành phố xoay quanh các địa phương trung tâm thành phố khác nhau từ năm này sang năm khác, bao gồm Quảng trường Tự do, Đài Bắc 101 và Hội trường Trung Sơn ở Ximending.
Vào ngày Song Thập, lễ kỷ niệm yêu nước được tổ chức trước phủ Tổng thống. Các lễ hội hàng năm khác bao gồm Ngày tổ tiên (Ngày quét mồ), Lễ hội thuyền rồng, Tết Đoan ngọ và Lễ hội Trung thu (Tết Trung thu).
Đài Bắc thường xuyên tổ chức các sự kiện quốc tế. Thành phố gần đây đã tổ chức Deaflympics mùa hè 2009. Sự kiện này được tiếp nối bởi Triển lãm thực vật quốc tế Đài Bắc, một lễ hội vườn được tổ chức từ tháng 11 năm 2010 đến tháng 4 năm 2011. Triển lãm hoa là lần đầu tiên của loại hình này diễn ra tại Đài Loan và chỉ là lần thứ bảy được tổ chức ở châu Á; hội chợ đã đón 110.000 khách vào ngày 27 tháng 2 năm 2011.

## Thể thao
Do Đài Loan chịu ảnh hưởng của Hoa Kỳ và Nhật Bản trong những năm qua, các môn thể thao như bóng chày nói riêng và bóng rổ đã trở nên phổ biến trong thành phố. Đài Bắc, giống như phần còn lại của đất nước, nổi bật nhất trong bóng chày và thường là nơi tổ chức Giải vô địch bóng chày châu Á kể từ những năm 1960. Latisha Chan, tay vợt đôi thành công, cũng đến từ Đài Bắc.

### Các sự kiện thể thao lớn

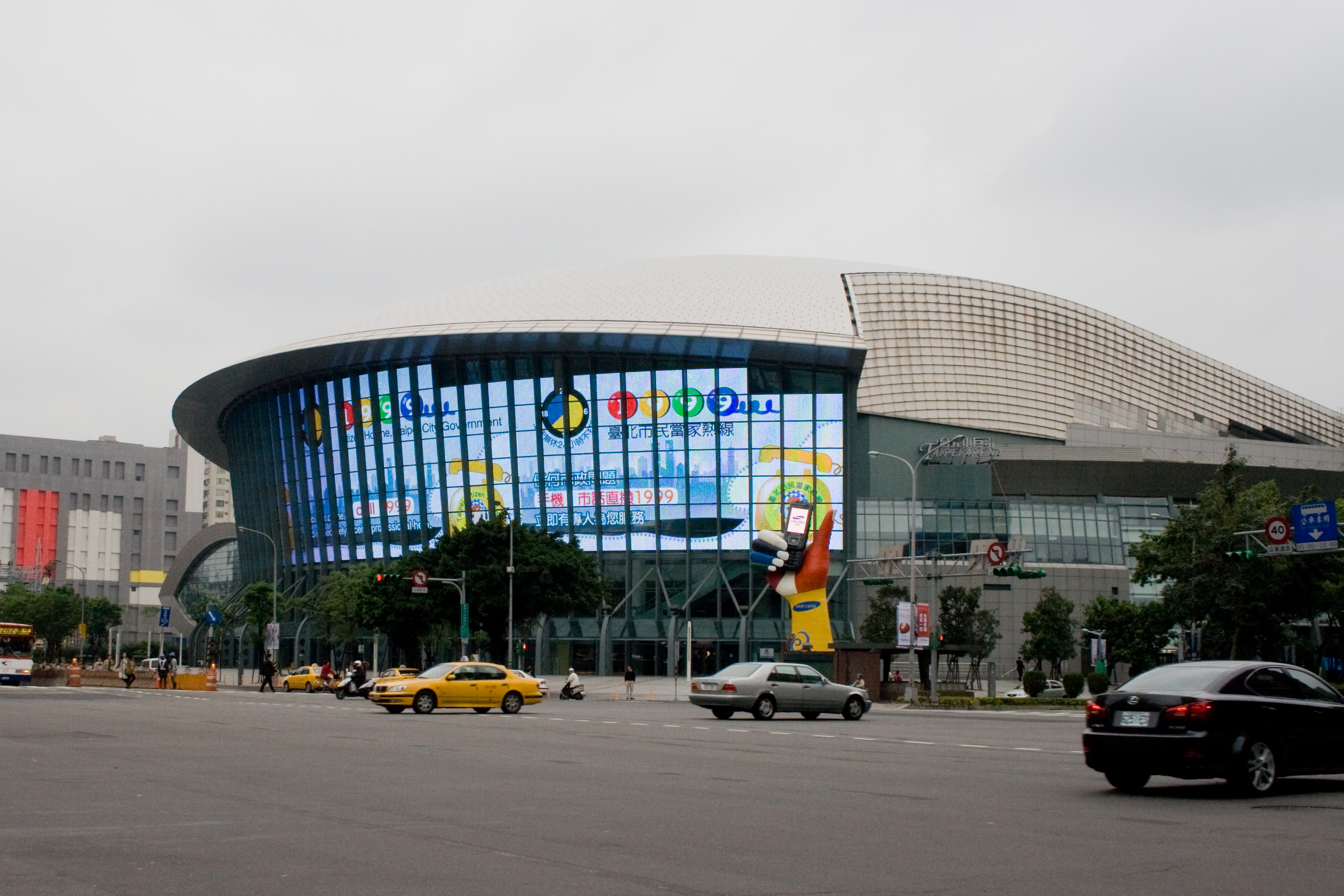
Nhà thi đấu Đài Bắc

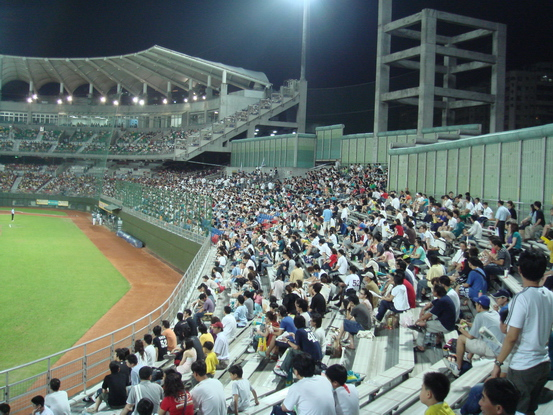
Sân bóng chày Tianmu

Dưới đây là danh sách các sự kiện thể thao gần đây được tổ chức bởi thành phố:
- Giải vô địch bóng chày châu Á 2001
- World Cup bóng chày 2001
- Giải vô địch bóng đá nữ châu Á 2001
- Giải vô địch thế giới FIFA Futsal 2004
- World Cup bóng chày 2007
- Deaflympics mùa hè 2009
- WBSC Premier12
- Cúp William Jones 2017
- Đại học hè 2017

Nhà thi đấu Đài Bắc được đặt tại địa điểm của Sân vận động Bóng chày Thành phố Đài Bắc cũ (bị phá hủy năm 2000), với sức chứa hơn 15.000. Nó được khai trương vào ngày 1 tháng 12 năm 2005 và đã tổ chức nhiều hoạt động văn hóa nghệ thuật (như các buổi hòa nhạc trực tiếp) hơn là các sự kiện thể thao, vốn như thiết kế ban đầu. Liên đoàn khúc côn cầu trên băng Đài Bắc Trung Quốc (CIHL) thi đấu ngoài đấu trường phụ trợ.
Sân bóng chày Tianmu là địa điểm bóng chày lớn ở Đài Bắc.
Sân vận động thành phố Đài Bắc là một sân vận động đa năng đã tổ chức các sự kiện điền kinh và bóng đá, cũng như các buổi hòa nhạc. Được xây dựng lần đầu tiên vào năm 1956, nó đã bị phá hủy và xây dựng lại vào năm 2009.

### Bóng chày trẻ
Vào năm 2010, một đội bóng chày ở Đài Bắc, Chung Ching Junior Little League đã vô địch Giải vô địch thế giới Junior League, sau khi chiến thắng ở khu vực châu Á-Thái Bình Dương, sau đó đánh bại các nhà vô địch khu vực Mexico và Mỹ Latinh để trở thành nhà vô địch quốc tế, và cuối cùng đánh bại Nhà vô địch Hoa Kỳ (Vùng Tây Nam), Rose Capital East LL (Tyler, Texas), 9-1. Đội này đã giành được 17 chức vô địch, nhiều chiến thắng nhất ở giải đấu.

## Giao thông

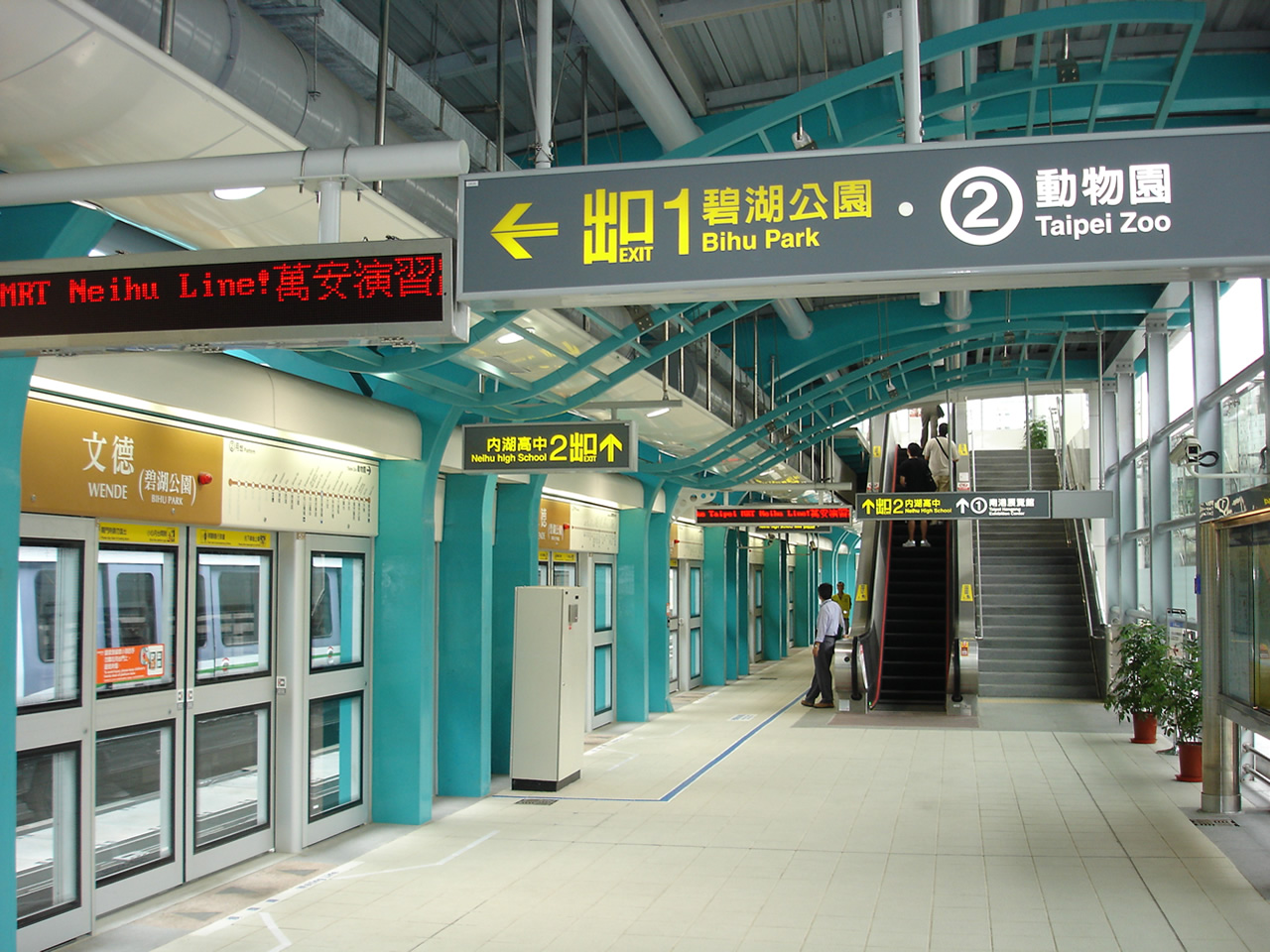
Ga Wende trong hệ thống tàu điện ngầm Đài Bắc

Giao thông công cộng chiếm một phần đáng kể các phương thức vận tải khác nhau ở Đài Loan, với người dân Đài Bắc có tỷ lệ sử dụng cao nhất ở mức 34,1%. Giao thông vận tải tư nhân bao gồm xe máy, ô tô cá nhân, xe taxi và xe đạp. Những hành vi không tôn trọng luật giao thông đã được cải thiện với việc triển khai các camera giao thông và tăng số lượng rào các cảnh sát kiểm tra và xử phạt người lái xe tiêu thụ rượu và các hành vi phạm tội khác.
Ga Đài Bắc đóng vai trò là trung tâm toàn diện cho tàu điện ngầm, xe buýt, đường sắt thông thường và đường sắt cao tốc. Thẻ thông minh không tiếp xúc, được gọi là EasyCard, có thể được sử dụng cho tất cả các phương thức vận chuyển công cộng cũng như một số cửa hàng bán lẻ. Nó chứa các khoản tín dụng được khấu trừ mỗi lần đi xe. EasyCard được kích hoạt thông qua các bảng cảm biến độ gần trên xe buýt và trong các trạm tàu điện ngầm.

#### Tàu điện
Hệ thống giao thông công cộng của Đài Bắc, Tàu điện ngầm Đài Bắc, kết hợp hệ thống tàu điện ngầm và đường sắt nhẹ dựa trên công nghệ tiên tiến của VAL và Bombardier. Hiện tại có năm dòng tàu điện ngầm được dán nhãn theo ba cách: màu sắc, số dòng và tên trạm. Ngoài hệ thống giao thông nhanh chóng, Tàu điện ngầm Đài Bắc còn bao gồm một số cơ sở công cộng như Gondola Maokong, trung tâm mua sắm dưới lòng đất, công viên và quảng trường công cộng. Việc sửa đổi các tuyến đường sắt hiện có để tích hợp chúng vào hệ thống tàu điện ngầm đang được tiến hành.
Năm 2017, một tuyến vận chuyển nhanh đã được mở để kết nối Đài Bắc với Sân bay quốc tế Đào Viên Đài Loan và thành phố Đào Viên. Tuyến mới là một phần của hệ thống Tàu điện ngầm Đào Viên mới.

#### Đường sắt

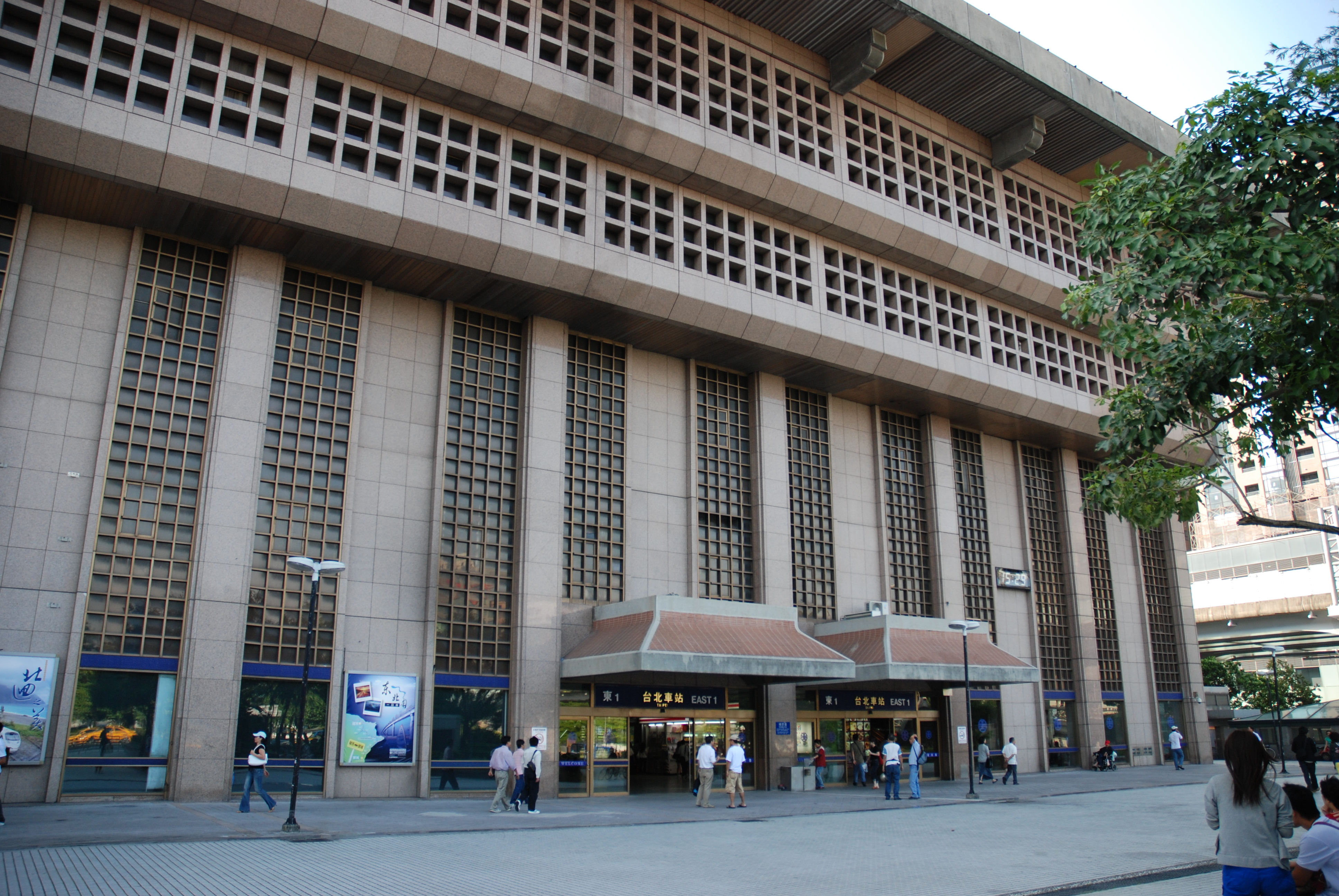
Phía trước ga xe lửa Đài Bắc

Bắt đầu từ năm 1983, các tuyến đường sắt trên mặt đất trong thành phố đã được chuyển xuống dưới lòng đất như một phần của Dự án Tàu điện ngầm Đài Bắc. Hệ thống đường sắt cao tốc Đài Loan được khai trương vào năm 2007. Các tàu cao tốc kết nối Đài Bắc với các thành phố ven biển phía tây của Tân Bắc, Đào Viên, Tân Trúc, Đài Trung, Gia Nghĩa và Đài Nam trước khi kết thúc tại Zuoying (Cao Hùng) với tốc độ cắt giảm 60% thời gian di chuyển hoặc nhiều hơn từ những gì chúng thường có trên xe buýt hoặc tàu thông thường. Cục Đường sắt Đài Loan cũng điều hành các dịch vụ chở khách và vận chuyển hàng hóa trên toàn bộ hòn đảo.

#### Xe buýt
Một hệ thống xe buýt thành phố rộng lớn phục vụ các khu vực đô thị không được bao phủ bởi tàu điện ngầm, với các làn xe buýt độc quyền để thuận tiện cho việc vận chuyển. Người đi xe của hệ thống tàu điện ngầm thành phố có thể sử dụng EasyCard để giảm giá vé trên xe buýt và ngược lại. Một tính năng độc đáo của hệ thống xe buýt Đài Bắc là liên doanh của các công ty vận tải tư nhân vận hành các tuyến của hệ thống trong khi chia sẻ hệ thống giá vé. Tuyến đường này trái ngược hoàn toàn với các hệ thống xe buýt ở Hoa Kỳ, hầu hết là các thực thể công cộng. Một số bến xe buýt liên tỉnh lớn được đặt khắp thành phố, bao gồm Trạm xe buýt Đài Bắc và Trạm xe buýt Tòa thị chính Đài Bắc

#### Sân bay

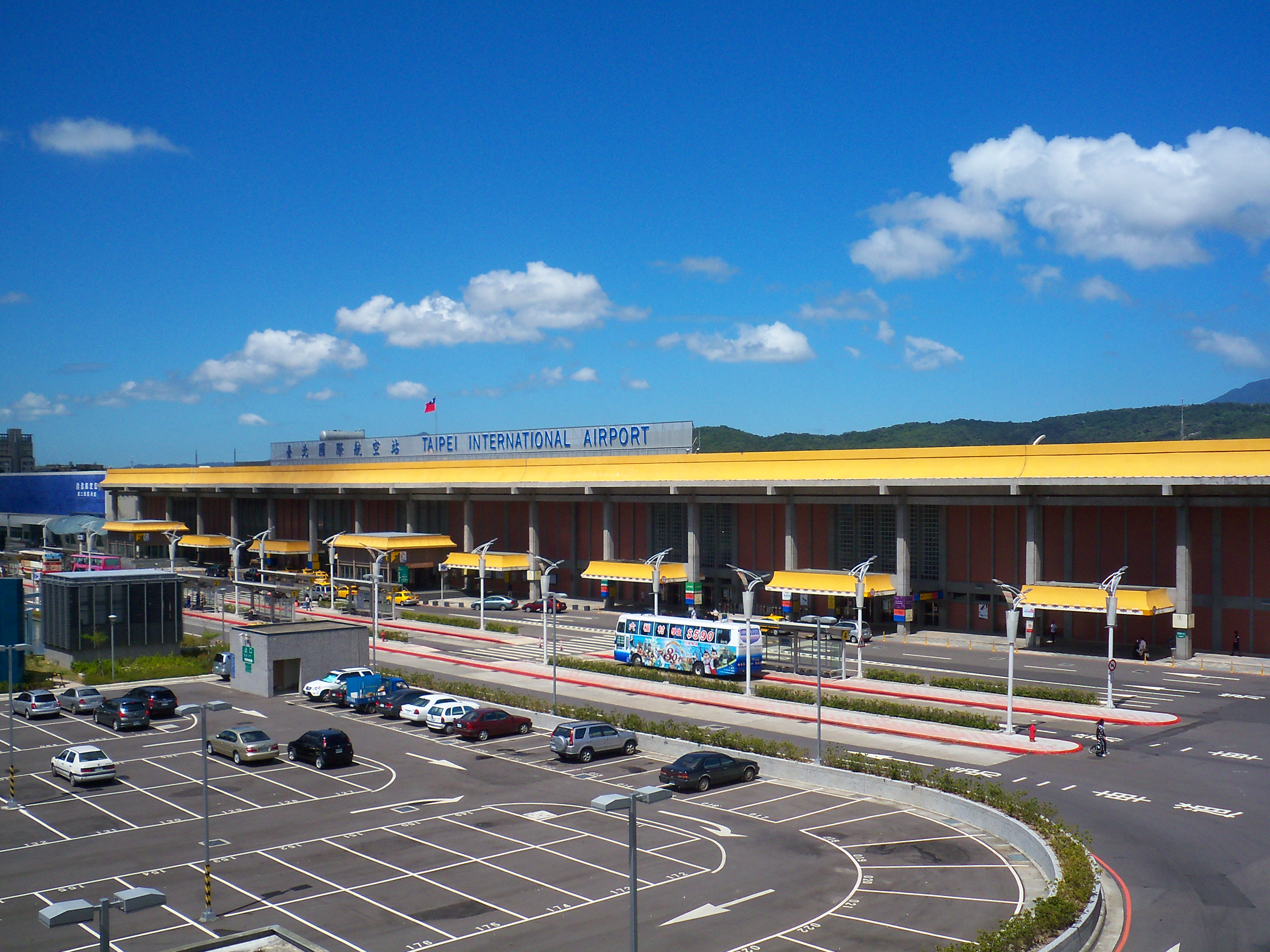
Sân bay Tùng Sơn Đài Bắc

Hầu hết các chuyến bay quốc tế theo lịch trình được phục vụ bởi Sân bay quốc tế Đào Viên Đài Loan ở thành phố Đào Viên gần đó. Sân bay Tùng Sơn Đài Bắc, ở trung tâm thành phố thuộc quận Tùng Sơn, phục vụ các chuyến bay nội địa và các chuyến bay theo lịch trình đến Sân bay Haneda ở Tokyo, Sân bay quốc tế Gimpo ở Seoul và khoảng 15 điểm đến tại Trung Quốc. Sân bay Tùng Sơn có thể di chuyển đến bằng tuyến tàu điện ngầm Đài Bắc Neihu; Sân bay quốc tế Đào Viên có thể di chuyển đến bằng tàu điện ngầm sân bay Đào Viên.

#### Bán vé
Năm 1994, với sự phát triển nhanh chóng của Đài Bắc, một cuốn sách trắng về chính sách giao thông đã thể hiện mục tiêu mạnh mẽ là "tạo ra một hệ thống giao thông văn minh cho người dân Đài Bắc". Năm 1999, họ đã chọn tập đoàn Mitac, mà Thales-Transport Systems là một phần. Thales sau đó đã được chọn một lần nữa vào năm 2005 để triển khai nâng cấp mạng lưới giao thông công cộng của Đài Bắc với giải pháp thu giá vé tự động hoàn toàn và không tiếp xúc, tích hợp 116 trạm tàu điện ngầm, 5.000 xe buýt và 92 bãi đỗ xe.

## Các thành phố kết nghĩa
| - Houston, Hoa Kỳ (1961) - Lomé, Togo (1966) - Manila, Philippines (1966) - Cotonou, Bénin (1967) - Seoul, Hàn Quốc (1968) - Thành phố Quezon, Philippines (1968) - Sài Gòn, Việt Nam Cộng hòa (1968) (nay Thành phố Hồ Chí Minh, Việt Nam) - San Francisco, Hoa Kỳ (1970) - Santo Domingo, Cộng hòa Dominica (1970) - Guam, Hoa Kỳ (1973) - Tegucigalpa, Honduras (1975) - Cleveland, Hoa Kỳ (1970) - Cincinnati, Hoa Kỳ - Jeddah, Ả Rập Xê Út (1978) - Indianapolis, Hoa Kỳ (1978) - Marshall, Hoa Kỳ (1978) - Phoenix, Hoa Kỳ (1979) - Los Angeles, Hoa Kỳ (1979) - Atlanta, Hoa Kỳ (1979) - Oklahoma City, Hoa Kỳ (1981) - Johannesburg, Cộng hòa Nam Phi (1982) - Gold Coast, Úc (1982) - Pretoria, Cộng hòa Nam Phi (1983) - San José, Costa Rica (1984) - Lilongwe, Malawi (1984) - Versailles, Pháp (1986) - Asunción, Paraguay (1987) | - Thành phố Panama, Panama (1989) - Managua, Nicaragua (1992) - San Salvador, El Salvador (1993) - Warszawa, Ba Lan (1995) - Ulan-Ude, Nga (1996) - Boston, Hoa Kỳ (1997) - Dallas, Hoa Kỳ (1997) - Dakar, Sénégal (1997) - Banjul, Gambia (1997) - Bissau, Guinea-Bissau (1997) - Mbabane, Swaziland (1997) - Ulaanbaatar, Mông Cổ (1997) - San Nicolás de los Garza, México (1997) - La Paz, Bolivia (1997) - Guatemala, Guatemala (1998) - Monrovia, Liberia (1998) - Vilnius, Litva (1998) - Majuro, Quần đảo Marshall (1998) - Perth, Tây Úc, Úc (1999) - Riga, Latvia (2001) |

## Hình ảnh

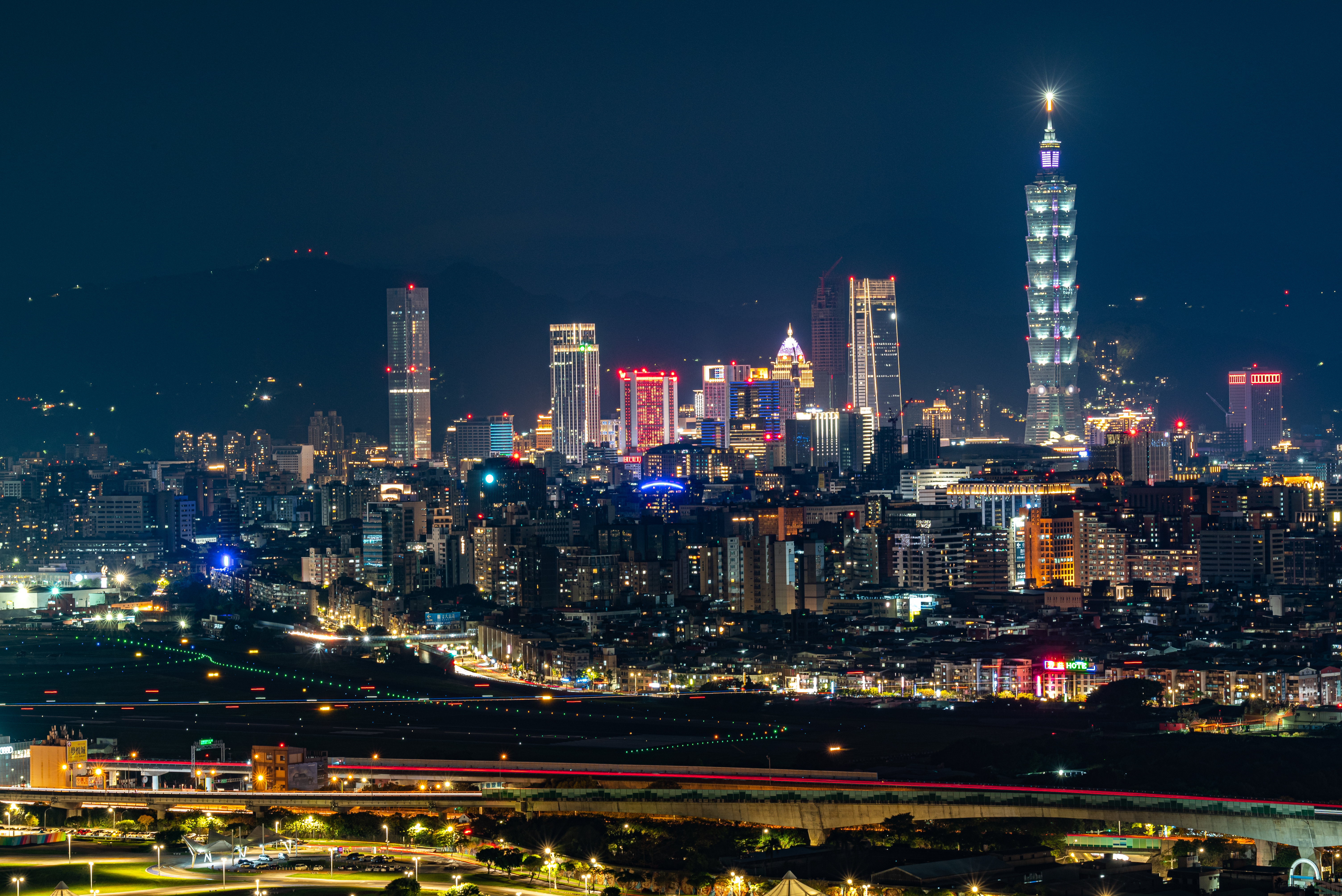
Quận Tín Nghĩa, Đài Bắc
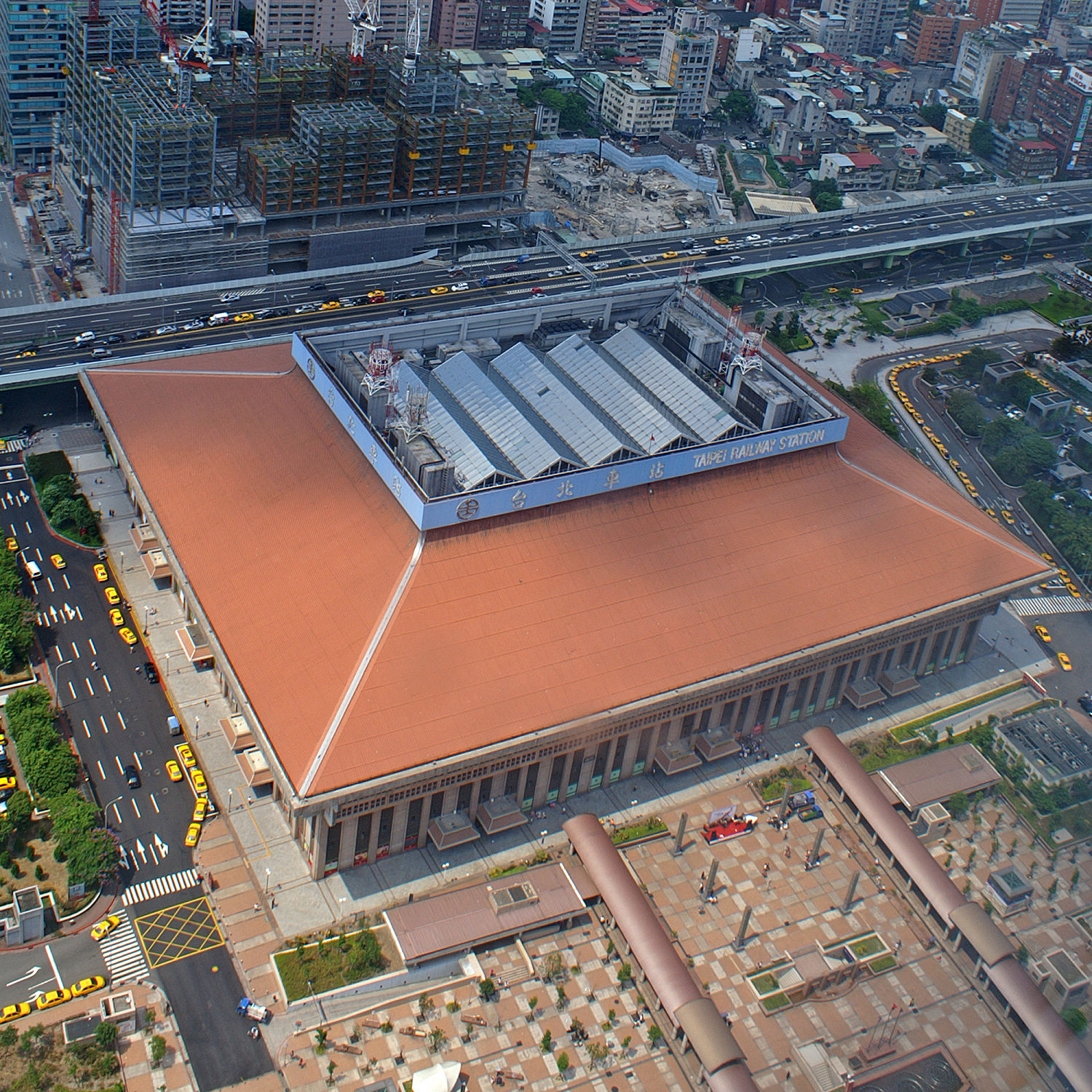
Nhà ga chính Đài Bắc nhìn từ trên cao
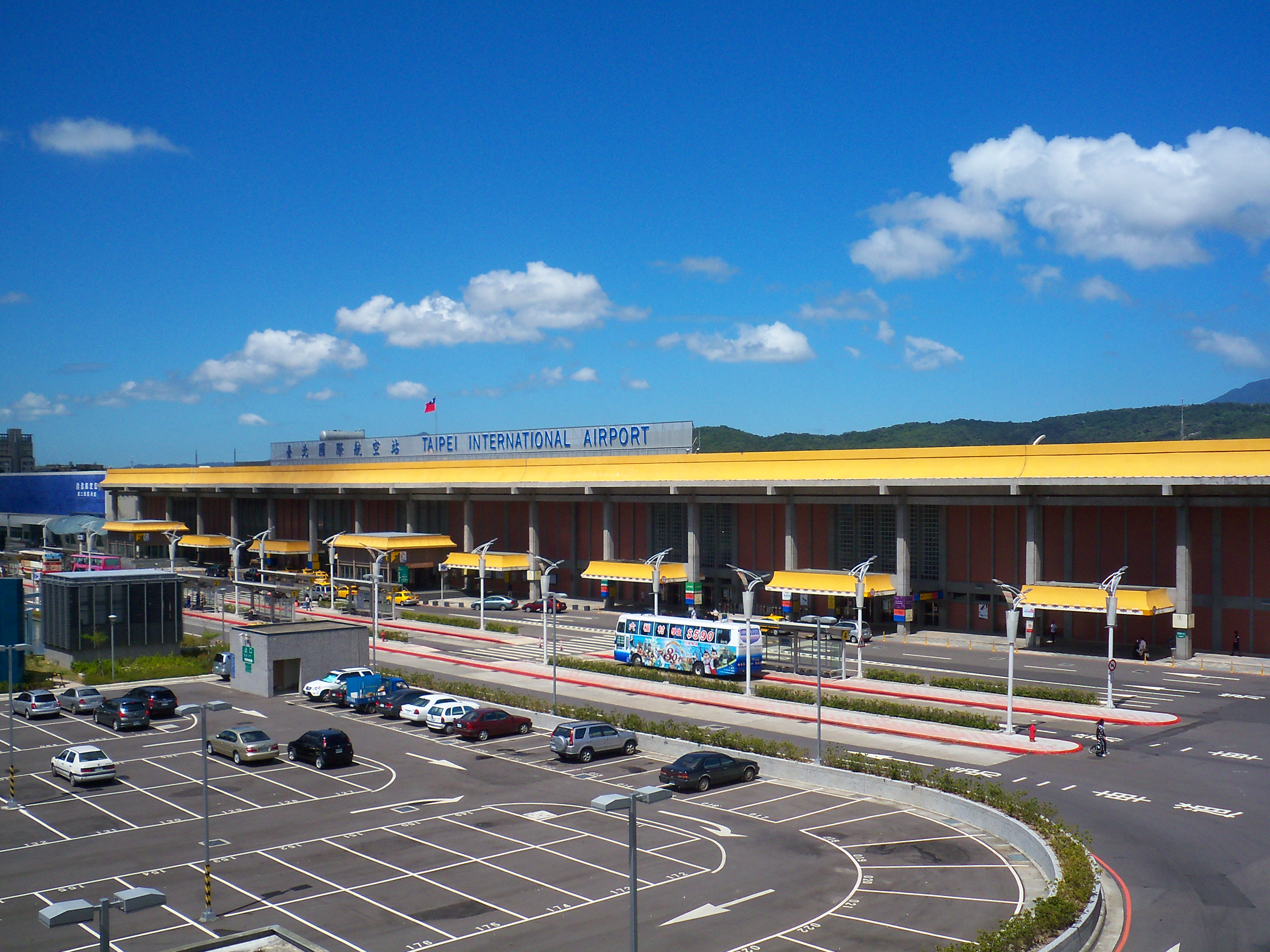
Sân bay Tùng Sơn
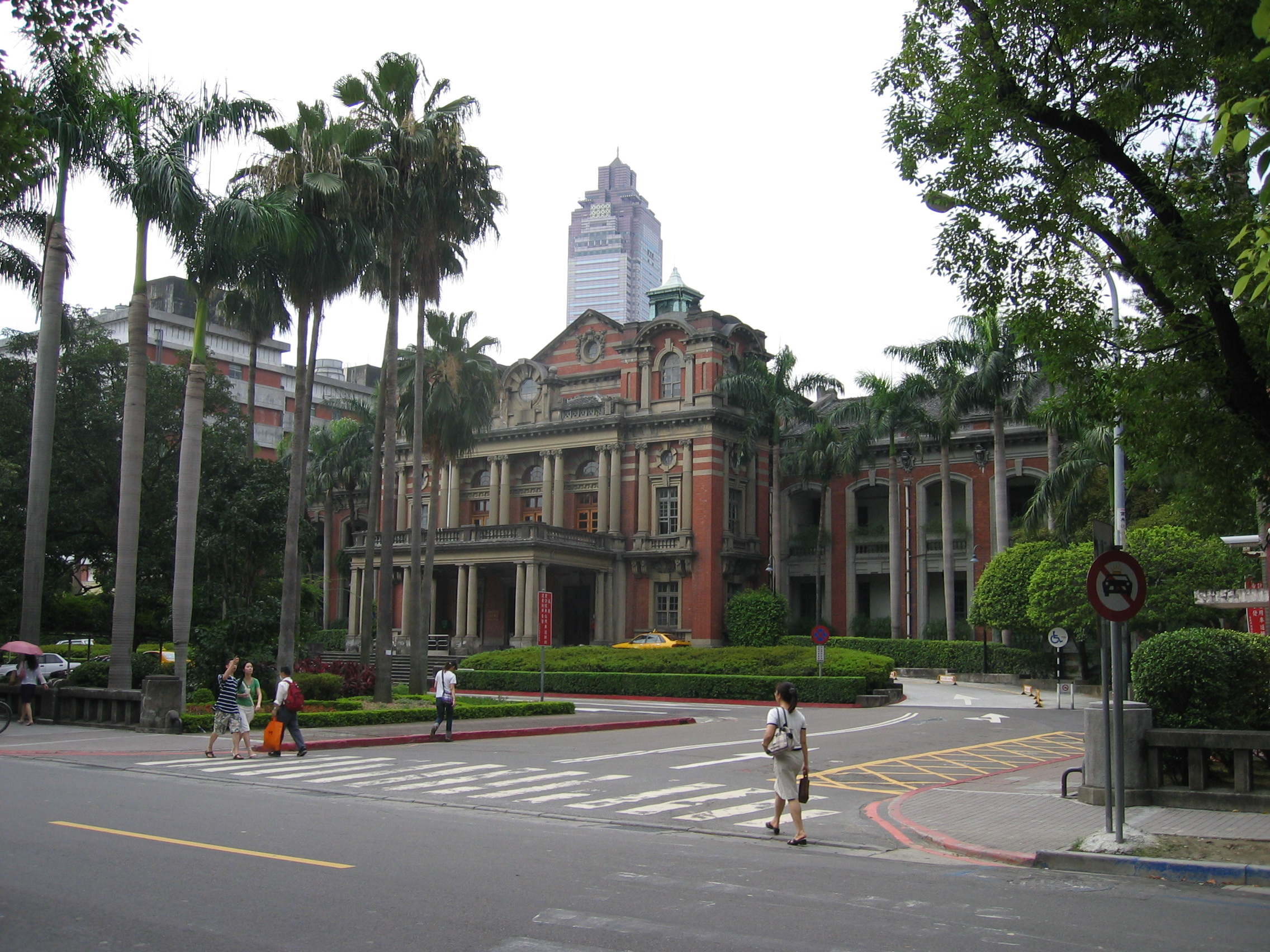
Cửa tây của Đại học Quốc lập Y Đài Loan
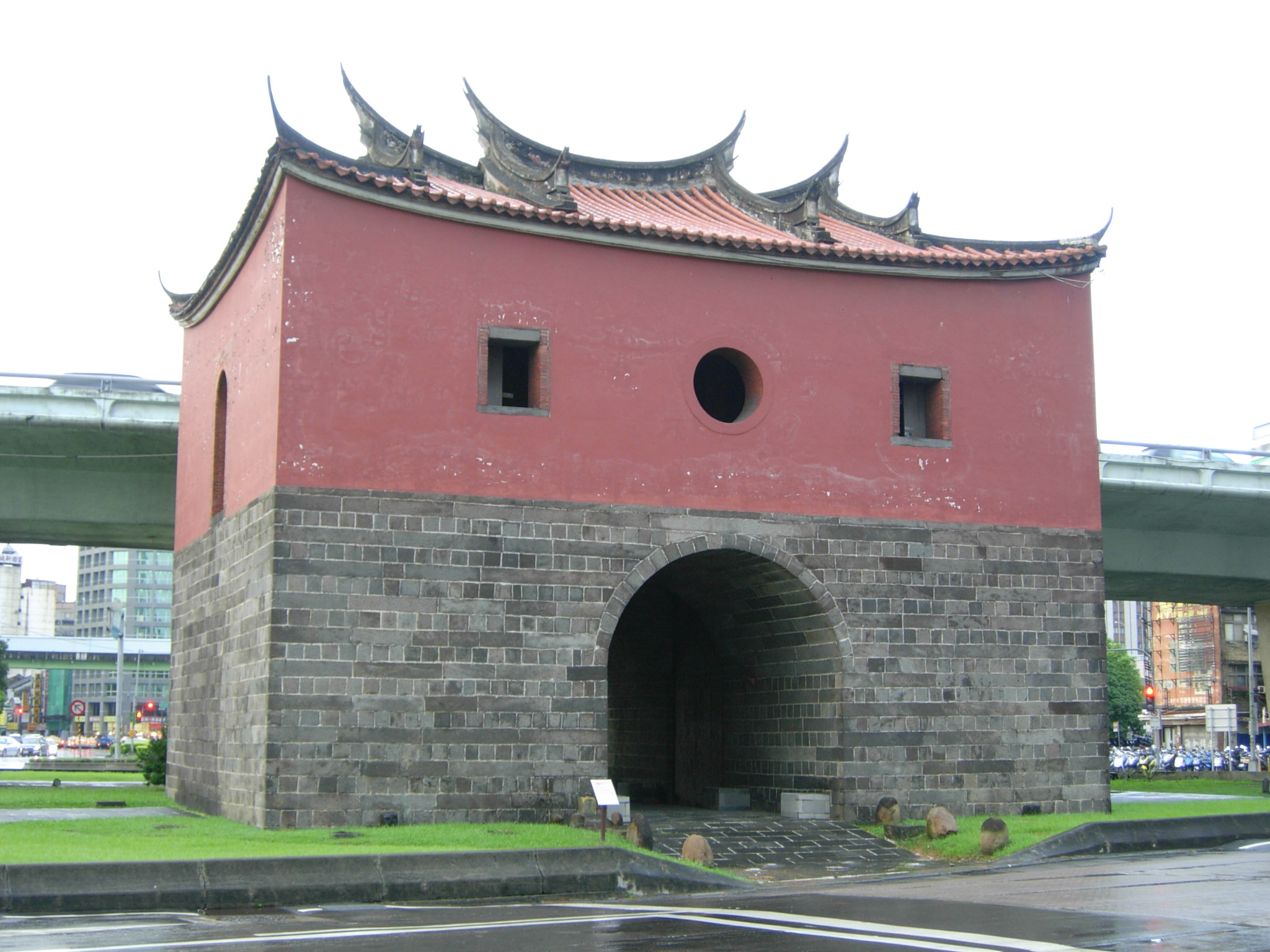
Bắc Môn từ thời nhà Thanh
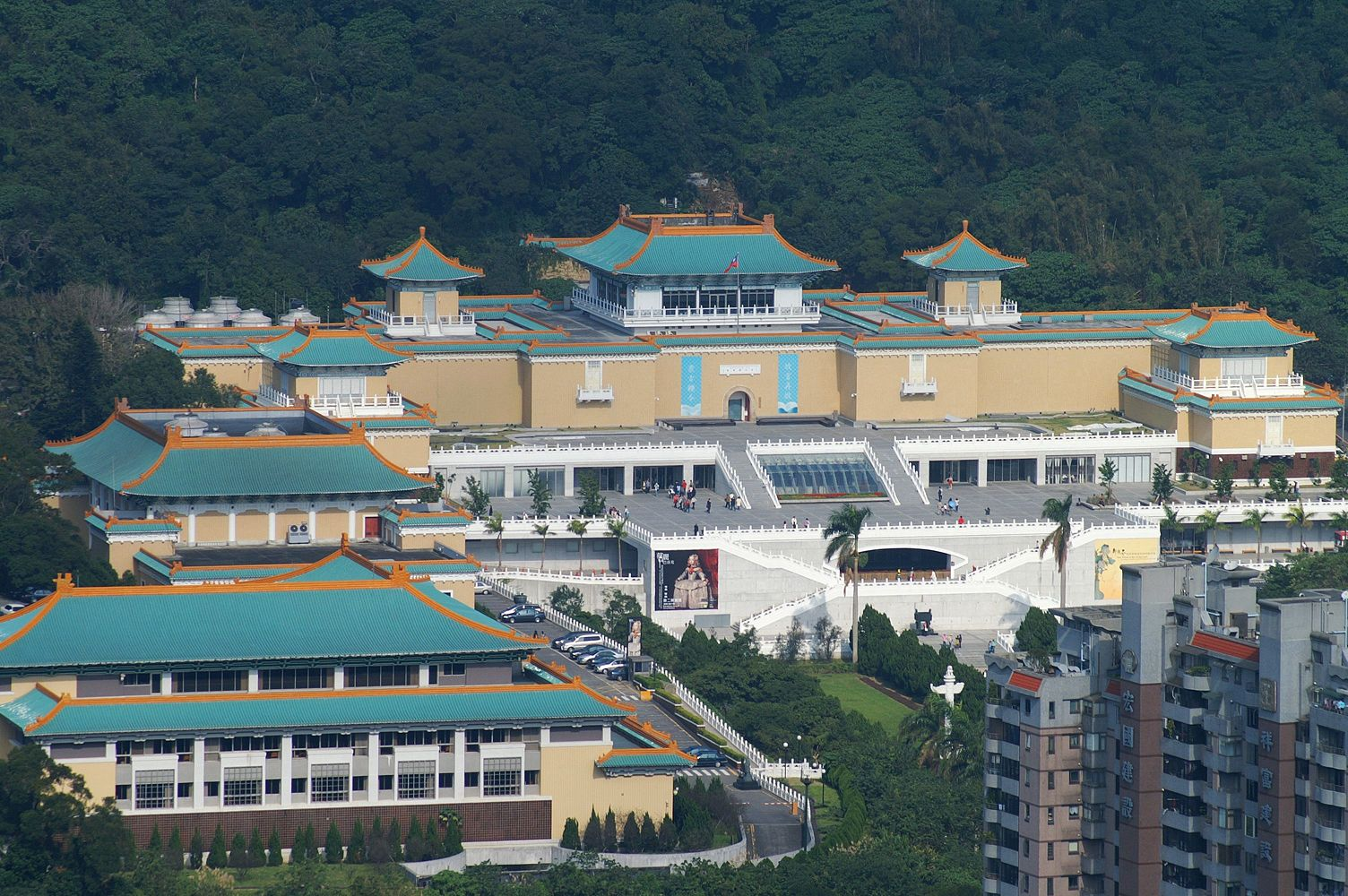
Bảo tàng Cố Cung Quốc lập
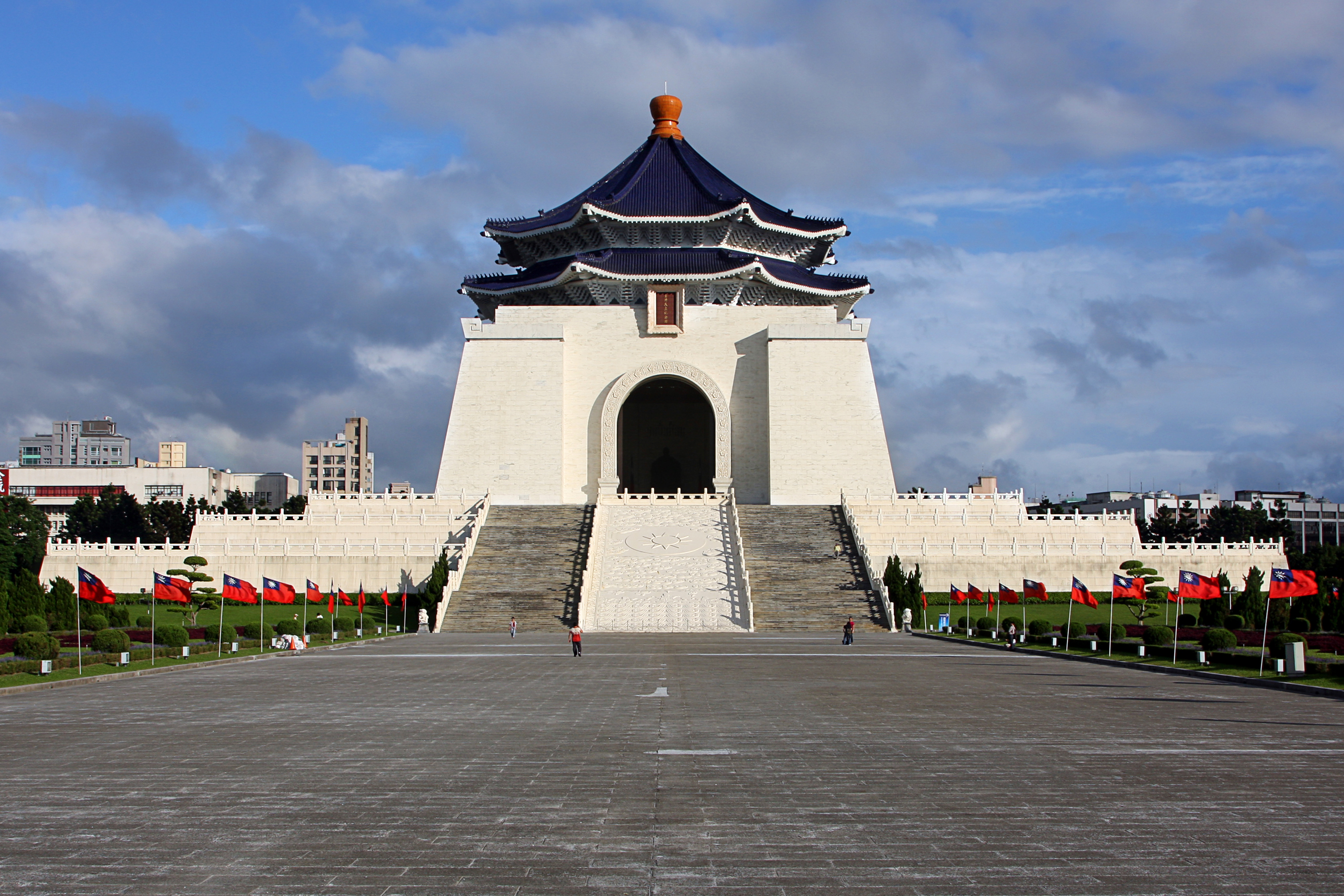
Nhà tưởng niệm Tưởng Giới Thạch
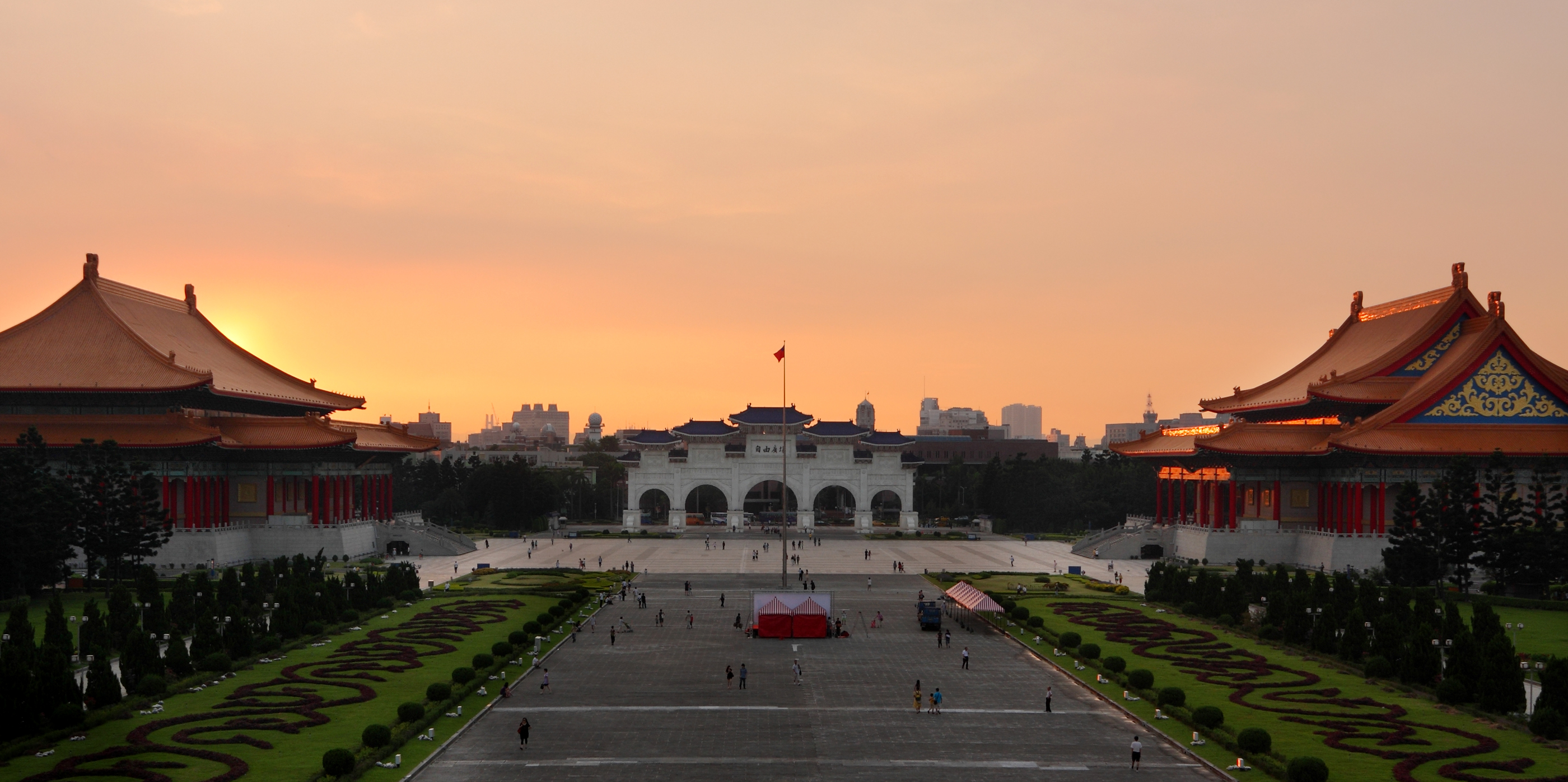
Toàn cảnh nhà tưởng niệm Tưởng Giới Thạch
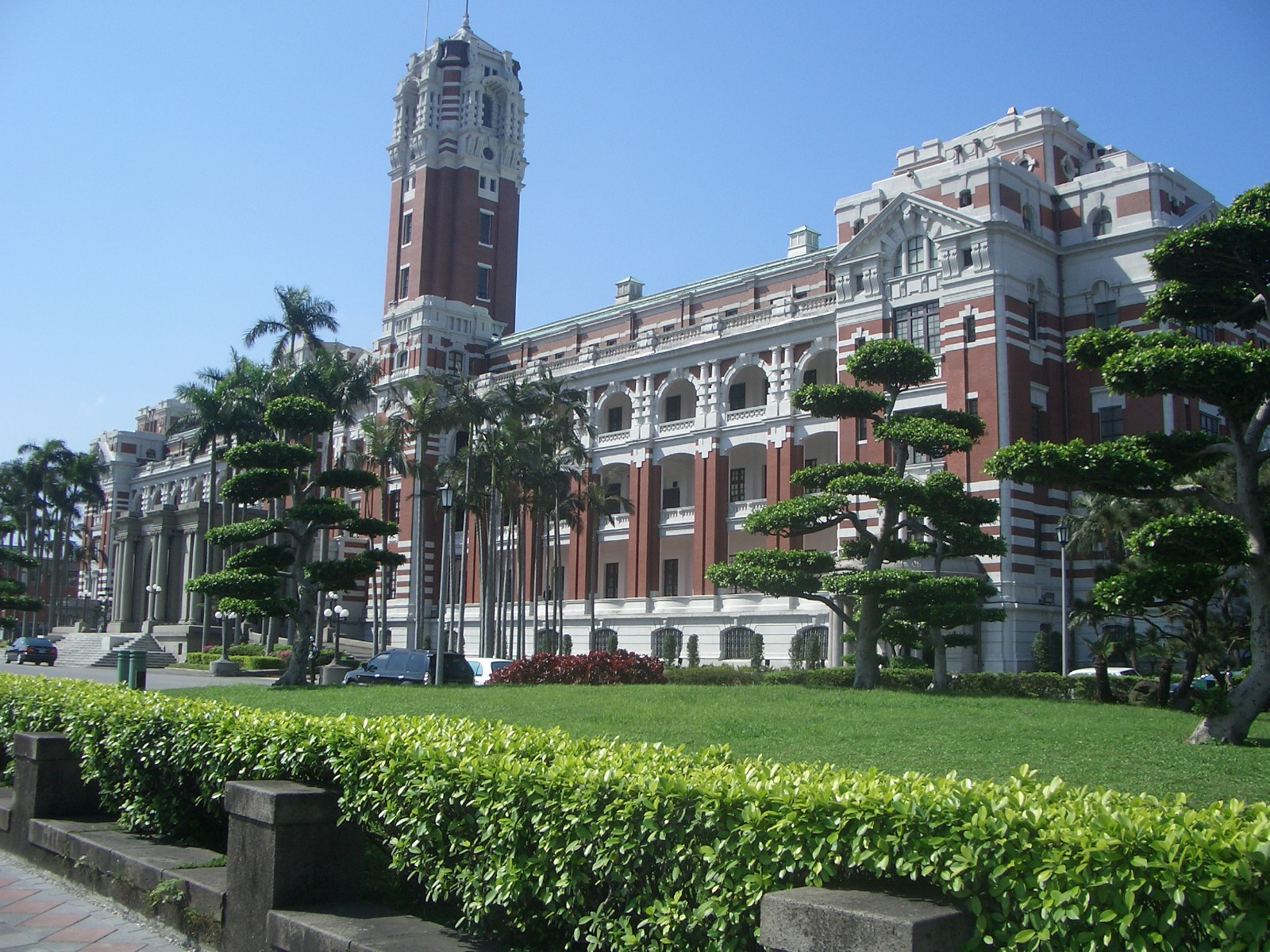
Dinh Tổng thống (Đài Loan)
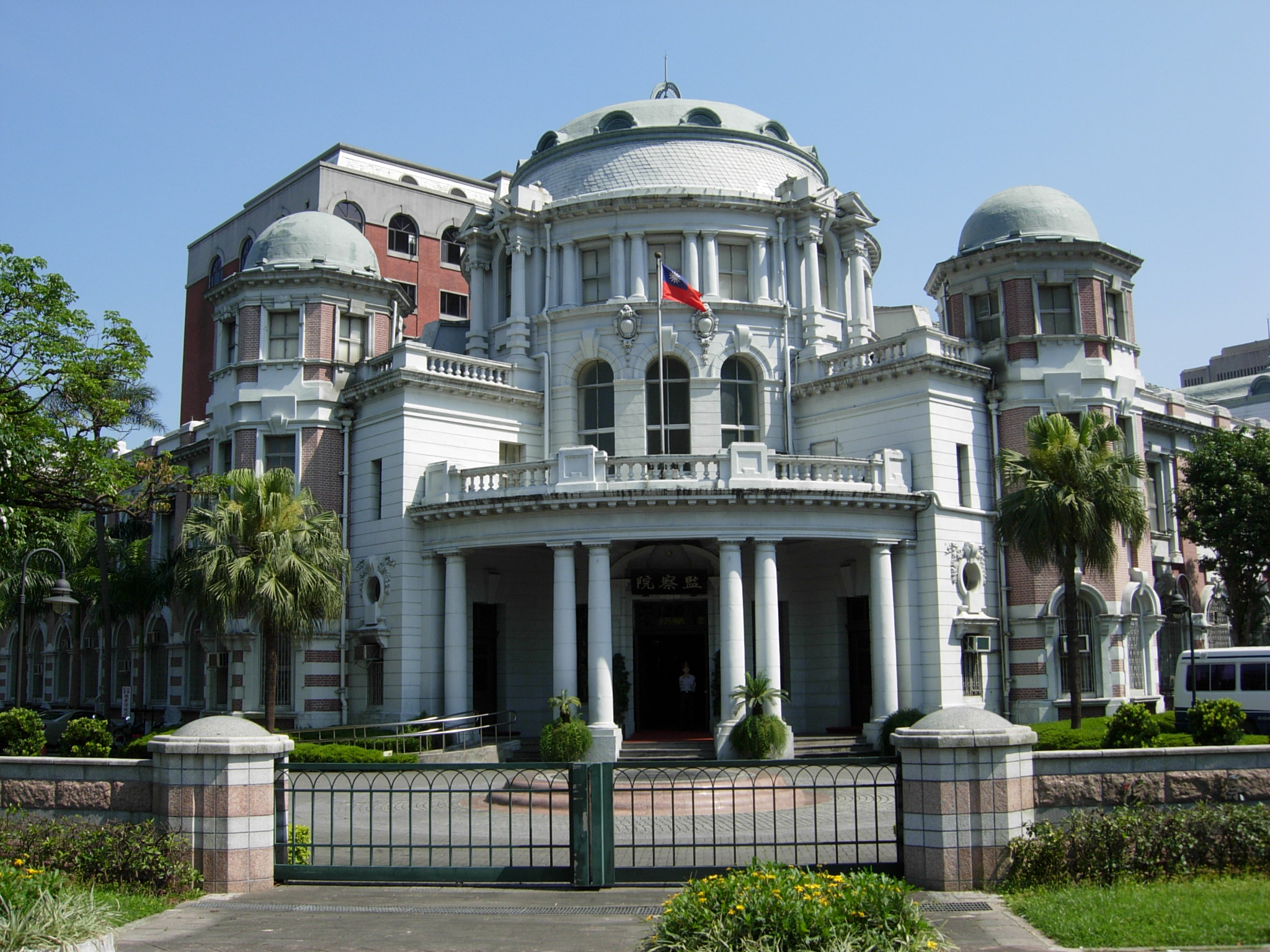
Giám sát viện Trung Hoa Dân Quốc
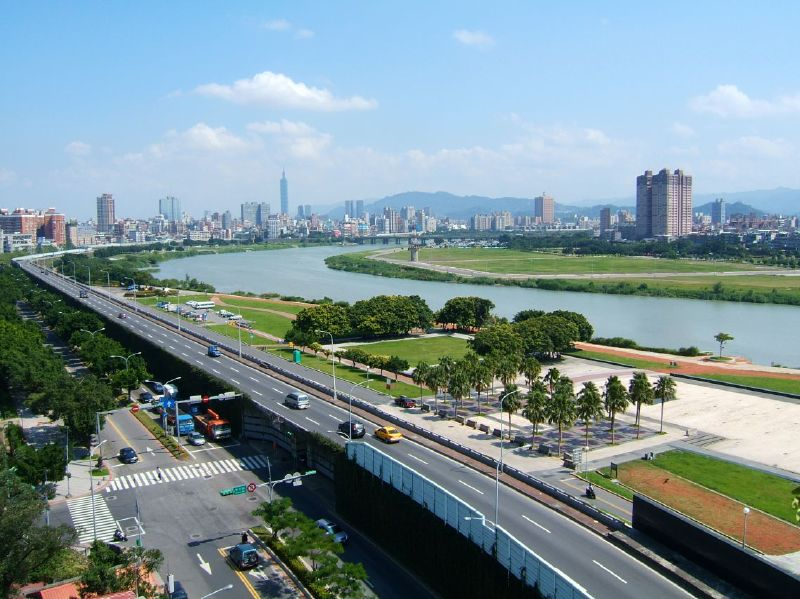
Bên bờ sông Đạm Thủy
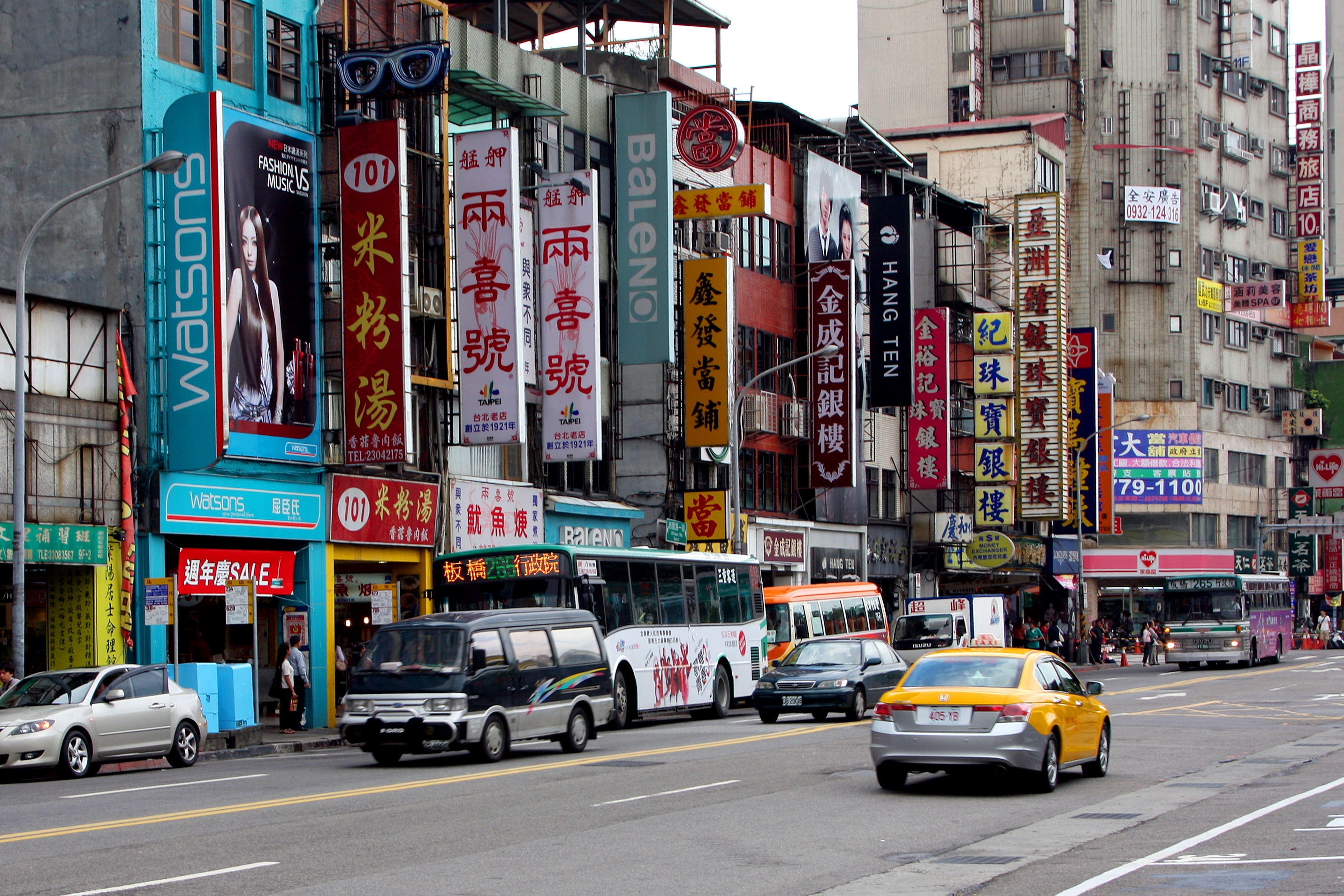
Đường phố Đài Bắc
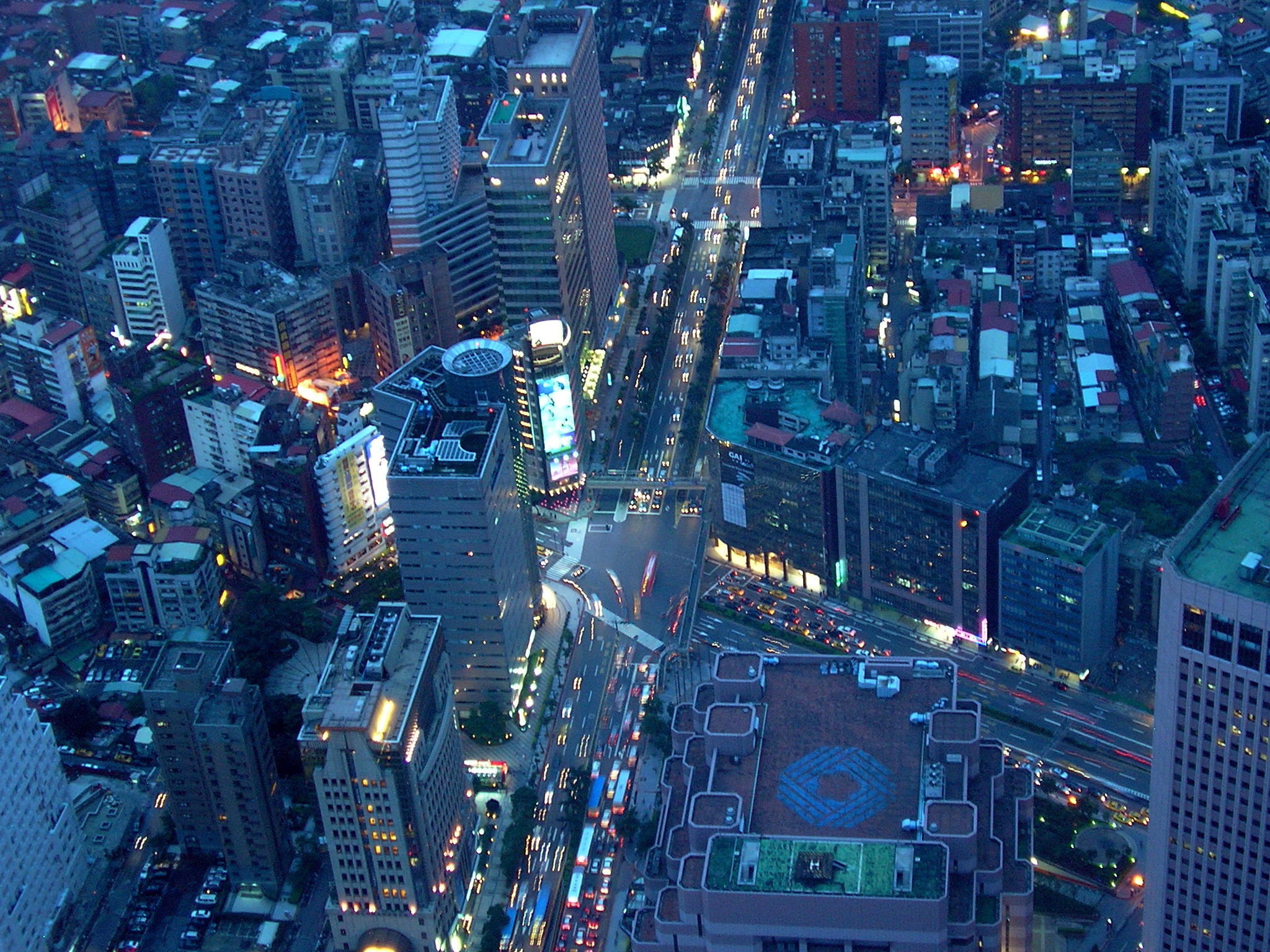
Đài Bắc lúc xế chiều
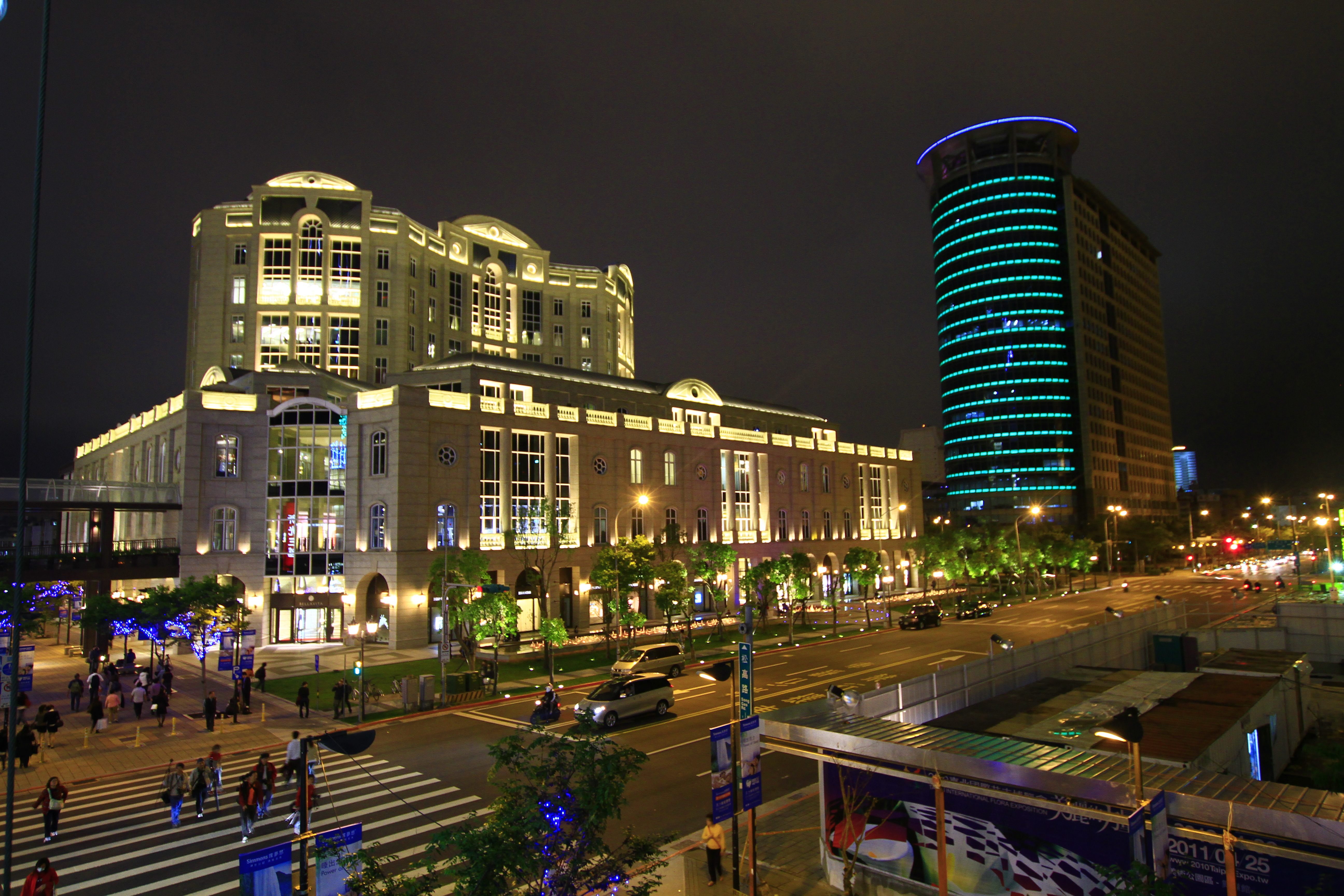
Đài Bắc về đêm